# Maurice Barrès
Pour les articles homonymes, voir Barrès.
Maurice Barrès [baʁɛs], né le 17 août 1862 à Charmes (Vosges) et mort le 4 décembre 1923 à Neuilly-sur-Seine, est un écrivain et homme politique français, figure de proue du nationalisme français.
Le premier axe de sa pensée est « le culte du Moi » : Barrès affirme que notre premier devoir est de défendre notre moi contre les « Barbares », c'est-à-dire contre tout ce qui risque de l'affaiblir dans l'épanouissement de sa propre sensibilité. Le second axe est résumé par l'expression « la terre et les morts » qu'approfondissent les trois volumes du Roman de l'énergie nationale : Les Déracinés (1897), L'Appel au soldat (1900) et Leurs figures (1902) qui témoignent de l'évolution de Maurice Barrès vers le nationalisme républicain et le traditionalisme, l'attachement aux racines, à la famille, à l'armée et à la terre natale.
Il est l'un des écrivains les plus influents dans la France de la Belle Époque, et l'un des maîtres à penser de la droite nationaliste durant l'entre-deux-guerres.

## Biographie

### Enfance et débuts (1862-1887)

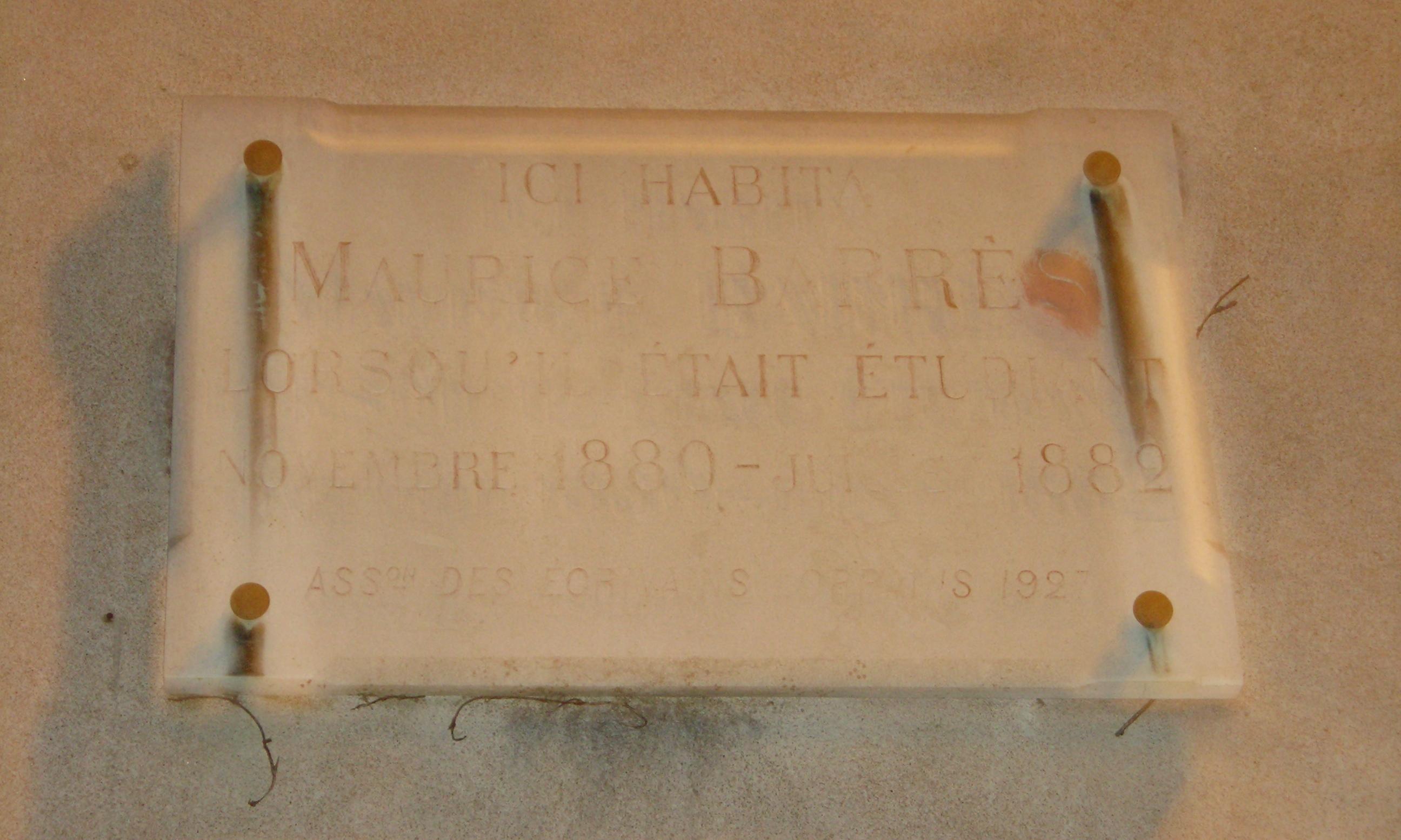
Plaque devant le logement de Maurice Barrès, lorsqu'il était étudiant à Nancy.

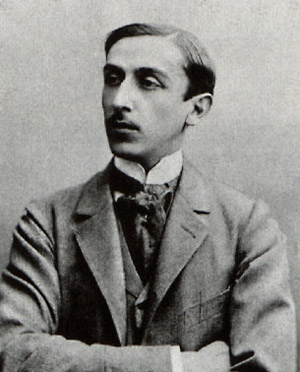
Maurice Barrès en 1885.

La famille paternelle de Maurice Barrès est originaire d'Auvergne (sud-ouest de Saint-Flour). À la fin du XVIe siècle, une des branches de la famille s'installa plus au nord, à Blesle, dont Jean-Francis Barrès (arrière-grand-père de Maurice Barrès) fut maire et conseiller général. L'un de ses fils, Jean-Baptiste Auguste, après s'être engagé dans les vélites de la Garde impériale, prit sa retraite en 1835, à Charmes, dans le département des Vosges, où il s'était marié. De ce mariage avec une Lorraine, il eut un fils, Auguste (père de Maurice) qui lui-même épousa Mlle Luxer, dont le père fut maire de Charmes en 1870. Auguste Barrès, ancien élève de l'École centrale, fut un moment professeur, puis précepteur, avant d'arrêter tout travail.
Maurice Barrès naît le 19 août 1862. À l'âge de dix ans, il entre comme pensionnaire au collège de La Malgrange, près de Nancy. Il y passe quatre ans et y rencontre Stanislas de Guaita. Il gardera de cette première expérience de l'internat un souvenir douloureux. Ses camarades l'appellent « le corbeau » parce qu'il est « un petit garçon noir de cheveux, grave et isolé ».

« Il naquit dans l'Est de la France et dans un milieu où il n'y avait rien de méridional. Quand il eut dix ans, on le mit au collège où, dans une grande misère physique (sommeils écourtés, froids et humidité des récréations, nourriture grossière), il dut vivre parmi des enfants de son âge ; fâcheux milieu, car à dix ans ce sont précisément les futurs goujats qui dominent par leurs hâbleries et leur vigueur, mais celui qui sera plus tard un galant homme ou un esprit fin, à dix ans, est encore dans les brouillards. »

— Maurice Barrès, Sous l’œil des Barbares, 1888.
Il termine ses classes élémentaires et poursuit ses études à l'internat du lycée de Nancy. Il y reçoit un « enseignement qui l'éveille sans l'exciter », entre les cours de philosophie morale d’Auguste Burdeau et la lecture des lyriques modernes. De son professeur de philosophie, il laissera quelques années plus tard un portrait au vitriol dans son roman Les Déracinés, en la personne de l'arriviste Bouteiller. En 1878, Stanislas de Guaita lui apporte en cachette les Émaux et Camées, les Fleurs du Mal et Salammbô. L'année suivante, il obtient d'être externe et partage sa chambre rue de la Ravinelle avec lui. « Toute la journée, et je pourrais dire toute la nuit, nous lisions à haute voix des poètes… En même temps que les chefs-d’œuvre, nous découvrions le tabac, le café et tout ce qui convient à la jeunesse… »,.
Il effectue une année à la Faculté de Droit de Nancy et publie son premier article dans le Journal de la Meurthe et des Vosges pour soutenir la candidature de Paul de Saint-Victor à l'Académie française. En 1882, il écrit une étude littéraire dans la Jeune France, un périodique mensuel. Ses manuscrits sont remarqués par Leconte de Lisle et Anatole France (dont il était encore l'ardent admirateur,), qui souhaitent le faire venir à Paris. Il retourne à Charmes au mois de juillet, puis part pour Paris en janvier 1883, officieusement pour continuer ses études en droit. Il obtient sa licence en décembre 1883. Il continue d'écrire des articles pour la Jeune France mais ne trouve pas d'éditeur à son Départ pour la vie. Devant le refus des éditeurs, il décide de se publier lui-même et fonde une revue : les Taches d'encre. Il assume à lui seul la rédaction des quatre numéros. Dans le premier, il expose son credo esthétique et politique :

« Notre tâche sociale, à nous, jeunes hommes, c'est de reprendre la terre enlevée, de reconstituer l'idéal français qui est fait tout autant du génie protestant de Strasbourg que de la facilité brillante du Midi. Nos pères faillirent un jour : c'est une tâche d'honneur qu'ils nous laissent. Ils ont poussé si avant le domaine de la patrie dans les domaines de l'esprit que nous pouvons, s'il le faut, nous consacrer au seul souci de reconquérir les exilés. Nous dirons la France est grande et l'Allemagne aussi. Quels que soient, d'ailleurs, les instants de la politique, trois peuples guident la civilisation dans ce siècle : la France, l'Angleterre, l'Allemagne aussi. Et ce serait pour nous une perte irréparable si l'un de ces flambeaux disparaissait. Le patriotisme d'aujourd'hui ne ressemble pas plus au chauvinisme d'hier qu'au cosmopolitisme de demain. Nous avons des pères intellectuels dans tous les pays. Kant, Goethe, Hegel ont des droits sur les premiers d'entre nous. »

Ces fascicules ne sont pas un succès mais il continue à donner des articles à La Vie moderne, la Revue illustrée, la Revue des lettres et des arts, au Paris illustré, dans les Chroniques, etc. À Paris, Maurice Barrès fréquente les cénacles littéraires. Il rencontre Paul Bourget, Charles Maurras, Leconte de Lisle, les frères Goncourt. Sursitaire pour poursuivre ses études, il est ensuite exempté du service militaire. Comme toute la jeunesse de son temps, il est très influencé par la pensée d'Hippolyte Taine et celle d'Ernest Renan, qu'il n'hésite pourtant pas à brocarder dans deux courts récits de 1888, Monsieur Taine en voyage et Huit jours chez Monsieur Renan. En janvier 1887, sa santé fragile l'amène en Italie où il écrit les pages principales de Sous l’œil des Barbares. À son retour à Paris en avril il trouve un éditeur et publie son livre à la fin de l'année 1887. Confronté au silence de la presse et à la méconnaissance de l’œuvre, Barrès repart en Italie.

### Premiers romans (1888-1896)
C'est Paul Bourget qui le premier, en 1888, dans un article au Journal des Débats, attire l'attention sur l'auteur, encore inconnu, de Sous l'œil des Barbares. Les trois volumes du Culte du Moi lui valent l'admiration de la jeunesse, ainsi Léon Blum se souvient-il dans un article de 1903 :

« À une société très positive, très froidement sceptique, que Renan et Taine avaient dressée soit à la recherche tranquille des faits, soit au maniement un peu détaché des idées, Barrès venait apporter une pensée sèche en apparence, mais sèche comme la main d'un fiévreux, une pensée toute chargée de métaphysique et de poésie provocante. Il parlait avec une assurance catégorique, à la fois hautaine et gamine, et si dédaigneuse des différences ou des incompréhensions ! Toute une génération, séduite ou conquise, respira cet entêtant mélange d'activité conquérante, de philosophie et de sensualité. »

Ainsi Jean Tharaud :

« Le phénomène, devenu depuis assez banal, d'un écrivain qui connaît le succès à vingt-cinq ans, était rare en ce temps-là, d'autant qu'il s'agissait d'un écrivain qui ne s'intéressait qu'à lui, qui ne parlait que de lui, mais lui c'était nous-mêmes (…) Maurice Barrès nous promenait dans ce domaine de l'idéologie pure, le seul que nous connaissions un peu et où nous nous sentions à notre aise. Son dédain pour ce qui n'était pas méthode pour voir clair en soi-même, son mépris des choses extérieures et de la société (nous savions, par ailleurs, qu'il vivait en jeune seigneur élégant), son art délibéré qui ne se souciait pas d'exprimer une grossière réalité extérieure, mais uniquement les mouvements de flux et de reflux de son esprit, comment cela ne nous eût-il pas enchantés ! Et, merveille !, à ses dégoûts, à ses impertinences et à ses ironies, la vie commune, bafouée par lui, répondait par des faveurs ! Nous nous réjouissions, comme d'une réussite personnelle, de voir monter l'étoile de ce jeune intellectuel, dont nous nous sentions les frères. »

En ces années où Émile Zola (et le naturalisme) est au sommet de sa gloire, Maurice Barrès, pour qui les écrits de Zola ne sont alors que « grossièretés retentissantes », est sacré « prince de la jeunesse ». Ainsi, Henri Massis rappelle « qu'en 1890, au Conseil supérieur de l'Instruction publique, le recteur Octave Gréard exprimait le regret que Barrès fût, avec Verlaine, l'auteur le plus lu par les rhétoriciens et les philosophes de Paris ». Le guide Paris-Parisien, qui le considère en 1899 comme une « notoriété des lettres », relève son « culte du moi » tout en le considérant comme un « ironiste délicat et subtil », un « polémiste violent » et un « styliste hors ligne ».
Dans Le Culte du Moi, Maurice Barrès « affirme les droits de la personnalité contre tout ce qui se conjugue pour l'entraver », y revendiquant « le petit bagage d'émotions qui est tout mon moi. À certains jours, elles m'intéressent beaucoup plus que la nomenclature des empires qui s'effondrent. Je me suis morcelé en un grand nombre d'âmes. Aucune n'est une âme de défiance ; elles se donnent à tous les sentiments qui la traversent. Les unes vont à l'église, les autres au mauvais lieu. Je ne déteste pas que des parties de moi s'abaissent quelquefois. » Maurice Barrès, le futur apologiste de la terre et des morts, y fait alors également le vœu « d'habiter n'importe où dans le monde ».

#### Culte du Moi
Dans Sous l'œil des Barbares (1888), premier roman de ce triptyque, Maurice Barrès s'attache à démontrer que notre moi n'est pas immuable, il faut constamment le défendre et le créer. Le culte du moi est d'abord une éthique qui réclame des efforts réguliers. Notre premier devoir est de défendre notre moi contre les Barbares, c'est-à-dire contre tout ce qui risque de l'affaiblir dans l'épanouissement de sa propre sensibilité.

« Attachons-nous à l'unique réalité, au moi. — Et moi, alors que j'aurais tort et qu'il serait quelqu'un capable de guérir tous mes mépris, pourquoi l'accueillerai-je ? J'en sais qui aiment leurs tortures et leurs deuils, qui n'ont que faire des charités de leurs frères et de la paix des religions ; leur orgueil se réjouit de reconnaître un monde sans couleurs, sans parfums, sans formes dans les idoles du vulgaire, de repousser comme vaines toutes les dilections qui séduisent les enthousiastes et les faibles ; car ils ont la magnificence de leur âme, ce vaste charnier de l'univers »

— Maurice Barrès, Sous l’œil des Barbares, 1888.
Dans le second roman, Un Homme libre (1889), Maurice Barrès fixe les trois principes de sa méthode :

« Premier principe : Nous ne sommes jamais si heureux que dans l'exaltation.

Deuxième principe : Ce qui augmente beaucoup le plaisir de l'exaltation, c'est de l'analyser.

Troisième principe : Il faut sentir le plus possible en analysant le plus possible »

— Maurice Barrès, Un Homme libre, 1889.

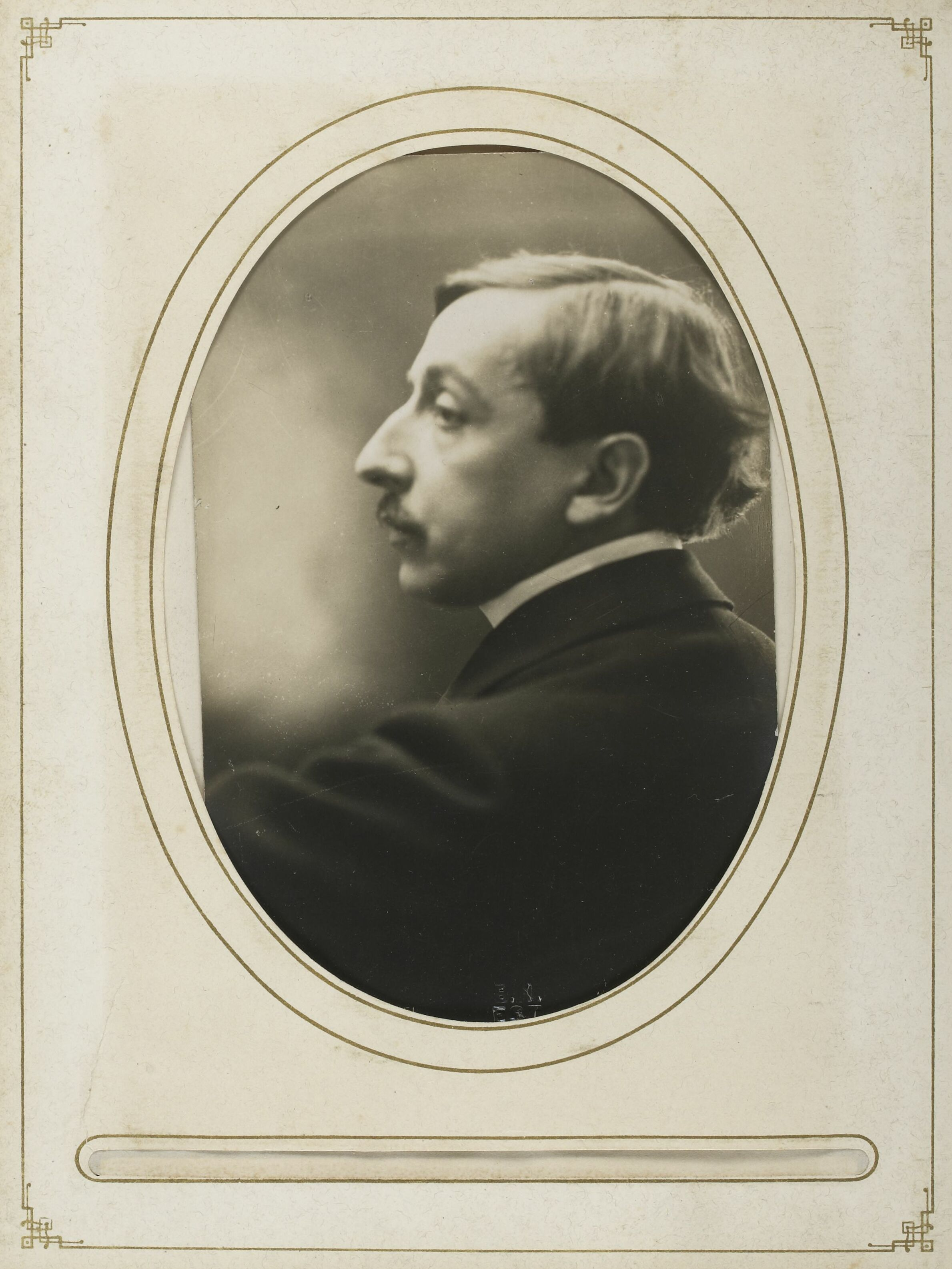
Portrait de Maurice Barrès dans un album de famille, 1880-1910.

Cependant, cette méthode lui fait prendre conscience que le fait de s'analyser le fait remonter à son passé, dont il est le produit, et notamment à son origine géographique, la Lorraine.

« C'est là que notre race acquit le meilleur d'elle-même. Là, chaque pierre façonnée, les noms mêmes des lieux et la physionomie laissée aux paysans par des efforts séculaires nous aideront à suivre le développement de la nation qui nous a transmis son esprit.

En faisant sonner les dalles de ces églises où les vieux gisants sont mes pères, je réveille des morts dans ma conscience (…) Chaque individu possède la puissance de vibrer à tous les battements dont le cœur de ses parents fut agité au long des siècles.

Dans cet étroit espace, si nous sommes respectueux et clairvoyants, nous pourrons reconnaître des émotions plus significatives qu'auprès des maîtres analystes qui, hier, m'éclairaient sur moi-même. »

— Maurice Barrès, Un Homme libre, 1889.
Dans le dernier volet du Culte du Moi, Le Jardin de Bérénice (1891), Maurice Barrès, député boulangiste de Nancy depuis 1889, retrace une campagne électorale. Le récit se déroule en Provence, dans la région d’Aigues-Mortes, qu'il compare aux forêts du Nord :

« Et la terre avait aussi son charme, car ces doux hivers du Midi mettent des mollesses de Bretagne sous le ciel abaissé d’Aigues-Mortes. Telle était cette lande et tel notre débat qu’il me semblait que nous revenions d’une promenade sur l’emplacement de la forêt des Ardennes défrichée. »

— Maurice Barrès, Le Jardin de Bérénice, 1891.

#### Premier mandat de député (1889-1893)
Barrès rejoint la cause de Georges Boulanger en avril 1888 lorsqu'il publie un article dans La Revue indépendante puis en mai dans Le Figaro, sur la révolte de la jeunesse contre la barbarie. Il se prépare dès janvier 1889 à une candidature à Nancy en lançant Le Courrier de l'Est. Se portant candidat dans la troisième circonscription de Nancy le 22 septembre 1889 à 27 ans, à l'invitation de Paul Sordoillet du Comité national boulangiste. Il se veut aussi socialiste, menant une campagne populiste définissant un « socialisme national », xénophobe et antisémite[source insuffisante]. Il est opposé à un polytechnicien, Colson, et au bâtonnier René Renard, conservateur. Il bat facilement ses opposants grâce au vote ouvrier, mais aussi grâce à l'argent et aux votes royalistes, et devient le plus jeune parlementaire de la législature. Il siège alors à l'extrême gauche. Il se bat en duel le 3 novembre 1889 contre un avocat de Nancy. Nouveau duel à l'épée le 11 novembre 1889 à Nancy, contre Goulette, directeur de l'Est républicain (boulangiste), à la suite d'un article polémique dans le Courrier de l'Est, dont il sort légèrement blessé (Barrès se battra de nouveau en duel en 1894 contre Francis de Pressensé). Ses contemporains ne comprennent pas son engagement auprès de Boulanger auquel l'écrivain se justifie par le rejet de l'institution[pas clair]. Finalement, Barrès est assez éloigné du boulangisme et forme sa propre vision fantasmée du mouvement, il cherche aussi à se différencier des autres écrivains et à parfaire son image de révolté pour aider à la vente de ses œuvres. Il est également fasciné par l'homme fort du boulangisme qu'est Georges Laguerre, comme il l'est de Paul Déroulède, Jean Jaurès et Georges Clemenceau. Barrès est aussi un ambitieux qui souhaite accéder à la Chambre sans passer par un mandat local. En janvier 1890, Barrès soutient à Paris la nouvelle campagne antisémite de Francis Laur accompagné d'Édouard Drumont et le 18 janvier à Neuilly, il soutient le boulangisme qu'il assimile au socialisme. Cependant, sa définition du socialisme est toujours floue et se concentre sur l'anticapitalisme et l'autoritarisme, devant un parterre de personnalité antisémites, de droite et d'extrême gauche.
Barrès épouse Paule Couche, catholique fervente, le 11 juillet 1891, à Paris en l'église Saint-Séverin (de cette union naitra un fils unique : Philippe Barrès, né en 1896 à Neuilly-sur-Seine).

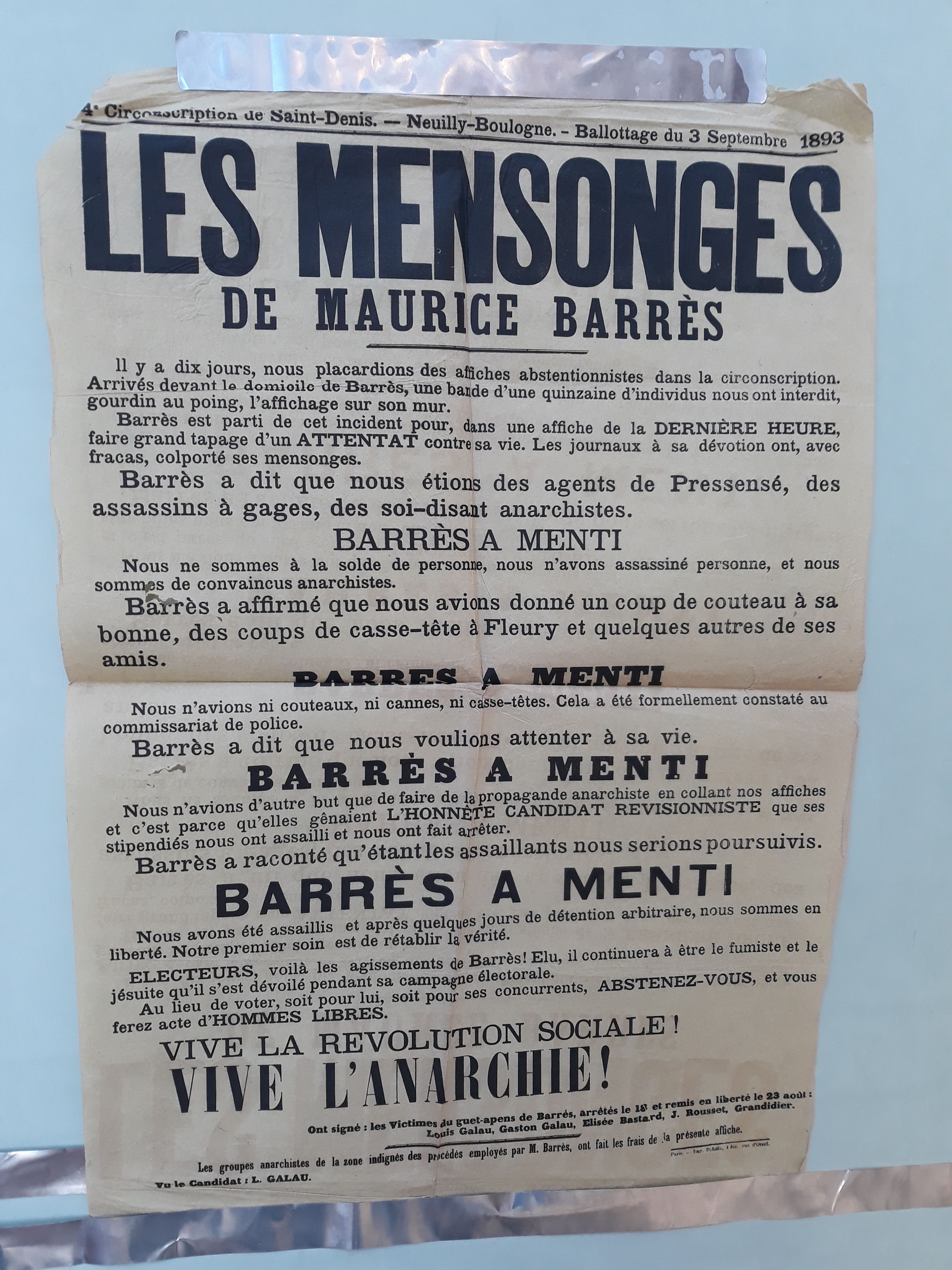
Réponse de Louis Galau et des autres anarchistes impliqués à la plainte des serviteurs de Maurice Barrès et de ce dernier (Archives de Paris D.2 U6 100 - courtoisie dArchives anarchistes)

Aux élections de 1893, Barrès abandonne son siège de Nancy pour se présenter à Neuilly où il est battu par un candidat radical, Louis Lefoullon. Pendant cette campagne électorale, un groupe de compagnons anarchistes, composé, entre autres, d'Élisée Bastard, se rend devant son hôtel particulier, commençant à y placarder des affiches soutenant la candidature de l'anarchiste Louis Galau,,. Ils réclament aussi une « réparation par les armes », c'est-à-dire un duel, afin que Barrès « paie » pour les avoir insulté sur ses propres affiches électorales,,.  Celui-ci préfère envoyer ses serviteurs et ne sort pas de son hôtel particulier - les serviteurs et sa servante se rendent auprès du groupe d'anarchistes et essaient d'arracher les affiches mises en place par le groupe, avant de se faire battre à coups de brosse à colle ; la bonne aurait été poignardée à la main par l'un d'entre eux, bien que ce point soit incertain et la position du politicien dans sa plainte. Barrès porte plainte contre les anarchistes en les accusant d'avoir voulu entrer de force dans son domicile,,. 
En 1893 aussi parait L'Ennemi des Lois, dont le personnage principal passe trois mois à Sainte-Pélagie pour propagande anarchiste. Maurice Barrès revient sur la nécessité de trouver « l'énergie de conformer nos mœurs à nos façons de sentir », tâche d'autant plus difficile à réaliser que « notre malaise vient de ce que nous vivons dans un ordre social imposé par les morts, nullement choisi par nous-mêmes. »
En 1894, dans Du sang, de la volupté et de la mort, Maurice Barrès délivre des impressions de voyages, effectués en Espagne et en Italie autour de 1892. La mélancolie, le spleen élégant de ces récits de voyage marqueront la sensibilité de la fin de siècle.
En mars 1896, suite au décès du député Louis Lefoullon, Maurice Barrès est de nouveau candidat lors de l'élection partielle organisée. Il arrive troisième, et se désiste pour le candidat socialiste Louis Sautumier, qui est élu le 8 mars 1896. Louis Sautumier meurt le 12 novembre 1896.
De 1893 à 1897, Maurice Barrès suit les cours de Jules Soury, à l'École pratique des hautes études, qui pour l'historien Zeev Sternhell, fut le véritable maître à penser de Barrès. Or, Jules Soury tenta de fonder le respect des traditions, la « défense de la race » et le « caractère sacré de la patrie » sur la « continuité substantielle des caractères héréditaires ».

### Écrivain engagé et antisémite (1897-1905)
Barrès dirige la revue nationaliste La Cocarde de septembre 1894 à mars 1895 et fait l'éloge funèbre du Marquis de Morès en 1896.
En 1897, il publie Les Déracinés, où l'on retrouve cette citation qui résume sans doute sa pensée sociale : « Que les pauvres aient le sentiment de leur impuissance, voilà une condition première de la paix sociale » (p. 201, t.I). Il adhère ensuite à la Ligue de la patrie française en 1899 puis à la Ligue des patriotes de Paul Déroulède, et est un antidreyfusard antisémite. En 1896, il a accepté de faire partie d'une commission chargée de départager les candidats à un concours organisé par La Libre Parole d'Édouard Drumont « sur les moyens pratiques d'arriver à l'anéantissement de la puissance juive en France ».
Alors que le jeune Léon Blum vient lui rendre visite en espérant le rallier au combat pour la réhabilitation de Dreyfus, il refuse et écrit un certain nombre d'articles antisémites, affirmant notamment dans Ce que j'ai vu à Rennes : « Que Dreyfus est capable de trahir, je le conclus de sa race ». Dans Scènes et doctrines du nationalisme, il écrit qu'Émile Zola, qui a pris la défense de Dreyfus, « n'est pas un Français », ce qui explique, selon lui, la prise de position de Zola en faveur de Dreyfus :

« Qu'est-ce que M. Émile Zola? Je le regarde à ses racines : cet homme n'est pas un Français […]. Il se prétend bon Français; je ne fais pas le procès de ses prétentions, ni même de ses intentions. Je reconnais que son dreyfusisme est le produit de sa sincérité. Mais je dis à cette sincérité : il y a une frontière entre vous et moi. Quelle frontière? Les Alpes. […] Parce que son père et la série de ses ancêtres sont des Vénitiens, Émile Zola pense naturellement comme un Vénitien déraciné. »

Proche de Charles Maurras, son cadet mais qui exerce sur lui une réelle fascination, Barrès refuse pourtant d'adhérer aux idées monarchistes (pour lui, la France est un tout ; monarchie, révolution, Commune, etc., alors que Maurras ne « reconnait » que la monarchie), tout en marquant, jusqu'à sa mort, sa sympathie pour l'aventure intellectuelle de l'Action française, bien qu'il n'écrivît jamais dans celui-ci. En 1898, il se présente cependant avec le soutien d'un comité socialiste nationaliste à Nancy, où il échoue au second tour.

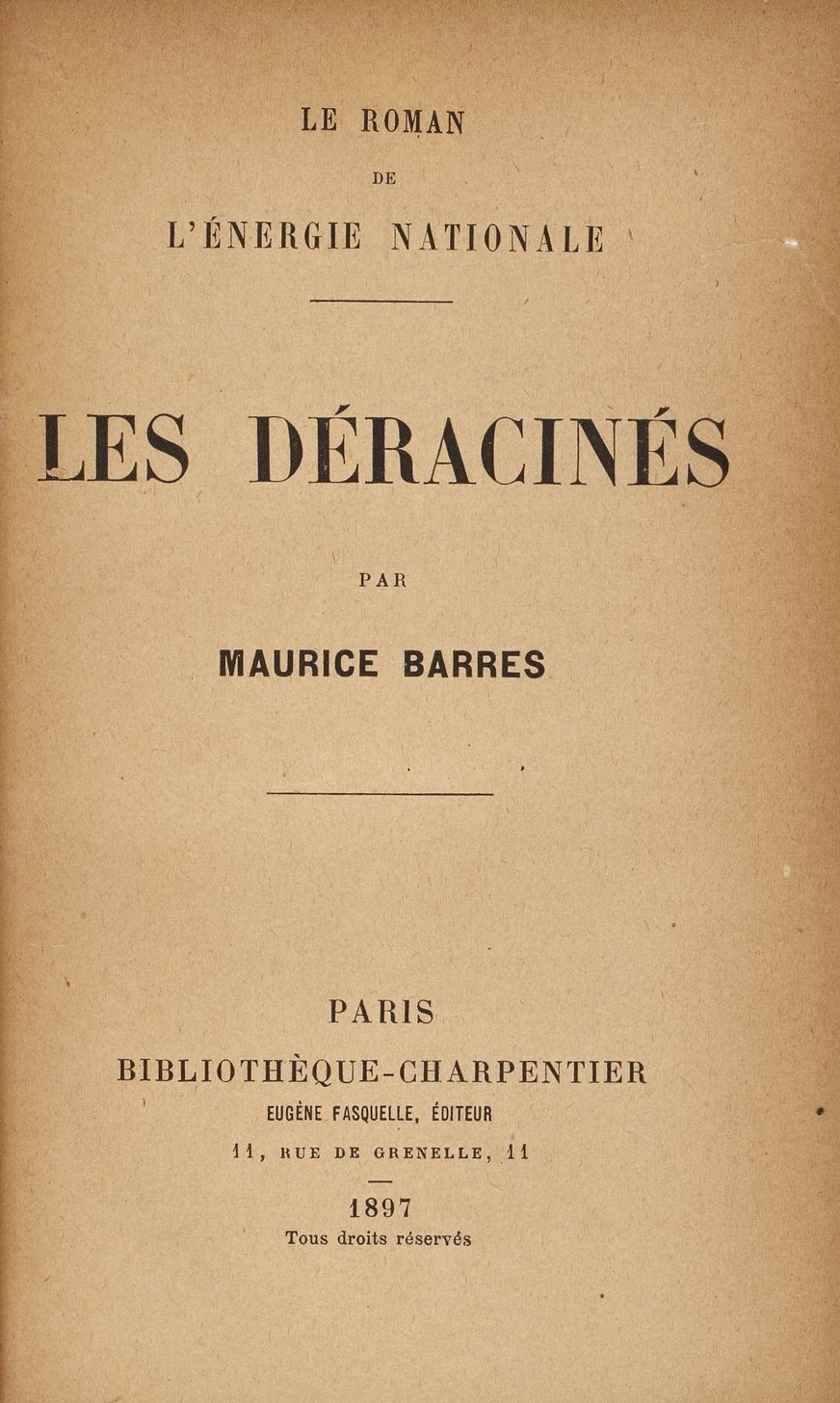
Page de titre de Les Déracinés, paru en 1897.

De 1897 à 1902, Barrès publie le Roman de l'énergie nationale. Cette trilogie témoigne de l'évolution de Maurice Barrès vers le nationalisme républicain et le traditionalisme, l'attachement aux racines, à la famille, à l'armée et à la terre natale. Dans Les Déracinés (1897), « le livre qui eut le plus de succès dans les premières années du XXe siècle » selon Pierre de Boisdeffre, un groupe de lycéens lorrains est incité par leur professeur de philosophie à poursuivre leurs études à Paris. Tous partent pour la capitale tenter l'aventure politique et la réussite sociale, où chacun suit son destin. Dans L'Appel au soldat (1900) et Leurs figures (1902), les anciens lycéens connaissent des parcours différents : si les uns se sont avilis en se vendant corps et âme, en pratiquant le chantage, l’un d’entre eux, devenu boulangiste, connaît le succès politique et affronte leur ancien professeur, devenu député de l’opposition. Vaincu à la fin de l’œuvre, compromis dans le scandale de Panama, le maître s’inclinera devant l’élève.
Dans son célèbre discours du 10 mars 1899 à la Ligue de la patrie française, intitulé La Terre et les Morts, Maurice Barrès revient longuement sur la nécessité de « restituer à la France une unité morale, de créer ce qui nous manque depuis la révolution : une conscience nationale ».

« Cette voix des ancêtres, cette leçon de la terre que Metz sait si bien nous faire entendre, rien ne vaut davantage pour former la conscience d'un peuple. La terre nous donne une discipline, et nous sommes le prolongement des ancêtres. Voilà sur quelle réalité nous devons nous fonder. »

— Maurice Barrès, La Terre et les Morts, 1899.

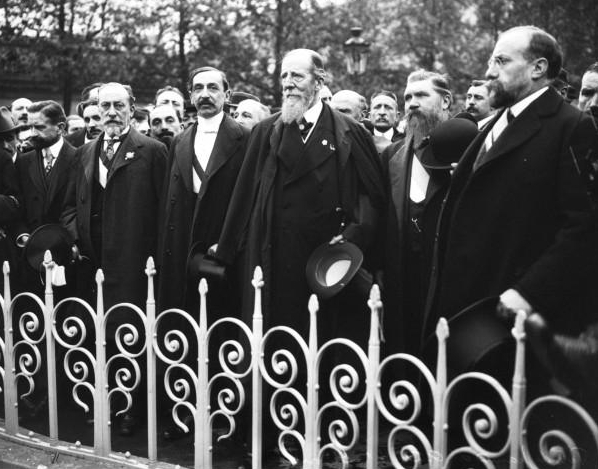
Maurice Barrès et Paul Déroulède à un rassemblement de la Ligue des patriotes lors de la fête de Jeanne d'Arc à Paris en 1913.

En 1902, dans Scènes et doctrines du nationalisme, Barrès affirme et définit sa doctrine politique. Il plaide pour un fédéralisme, plus conforme à la tradition française. La nation est considérée comme une multiplicité de familles : « Familles d'individus, voilà les communes ; familles de communes, voilà la région ; familles de régions, voilà la nation ; une famille de nations, citoyens socialistes, voilà l'humanité fédérale où nous tendons en maintenant la patrie française et par l'impulsion de 1789. » Ainsi la « nationalité » a un sens aussi bien local (nationalité lorraine) que national (nationalité française) : « La nationalité française, selon nous, est faite des nationalités provinciales. Si l'une de celles-ci fait défaut, le caractère français perd un de ses éléments ».L'individualisme des débuts laisse la place à la théorie organique du lien social : « l'Individu n'est rien, la société est tout ».

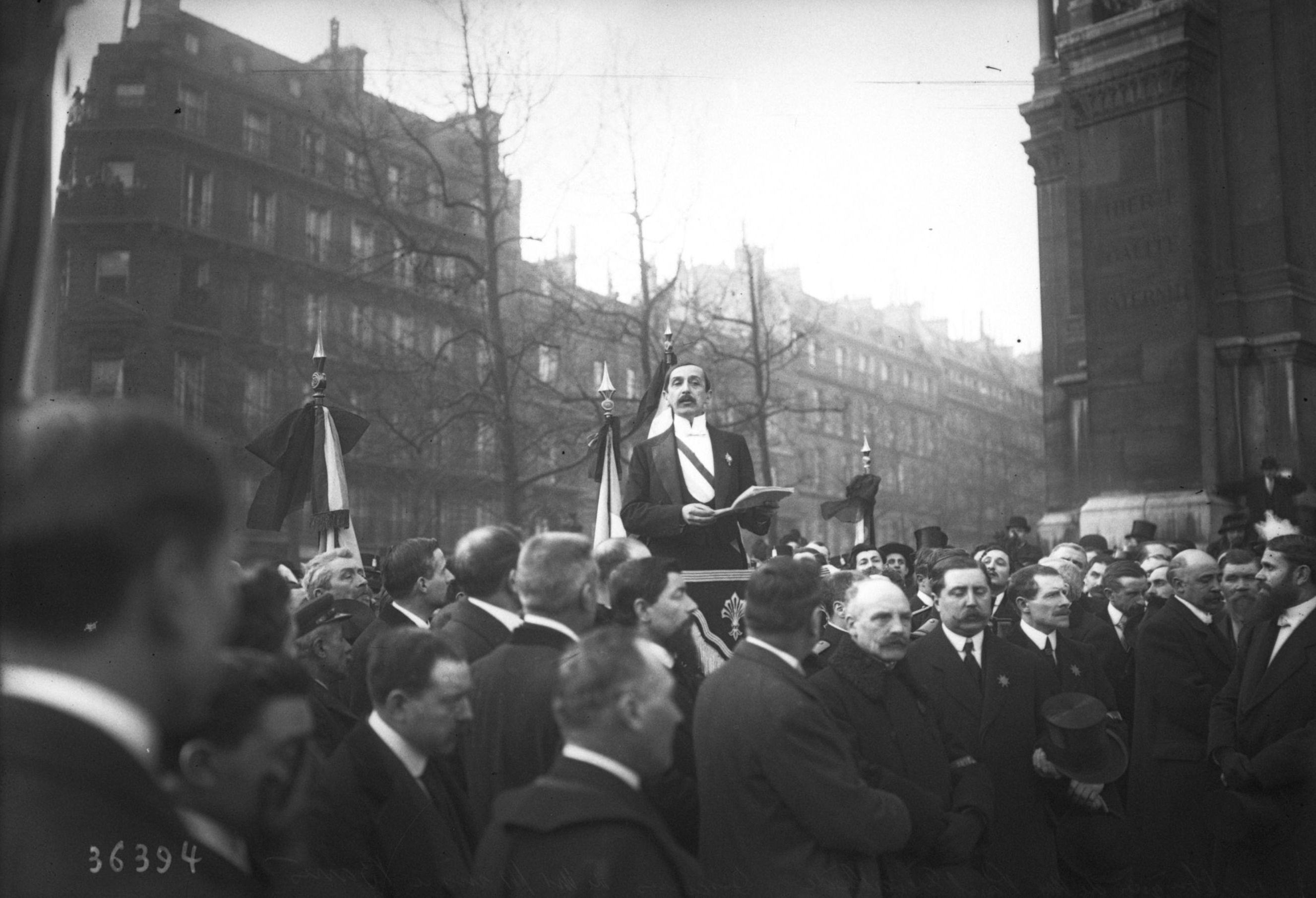
Discours de Maurice Barrès aux obsèques de Paul Déroulède en 1914.

En 1903, dans Amori et Dolori Sacrum, Barrès retrace son évolution personnelle dans son texte « Le 2 novembre en Lorraine ». Dans ce texte, véritable « point d'orgue » de sa pensée, il développe l'idée que notre « Moi » n'est que « l'éphémère produit de la société », et en vient, à nouveau, à la conclusion que « notre raison nous oblige à placer nos pas sur les pas de nos prédécesseurs » :

« Certaines personnes se croient d'autant mieux cultivées qu'elles ont étouffé la voix du sang et l'instinct du terroir. Elles prétendent se régler sur des lois qu'elles ont choisies délibérément et qui, fussent-elles très logiques, risquent de contrarier nos énergies profondes. Quant à nous, pour nous sauver d'une stérile anarchie, nous voulons nous relier à notre terre et à nos morts. »

— Maurice Barrès, Amori et Dolori Sacrum, 1903.
Maurice Barrès est aussi le grand écrivain de la Revanche contre l'Allemagne victorieuse en 1871. C'est aux fins de « service national » qu'il rédige les trois volumes des Bastions de l'Est : Au service de l'Allemagne (1905), Colette Baudoche (1909) qui obtient un immense succès, puis, bien plus tard, Le Génie du Rhin (1921).

### Académicien et homme politique (1906-1921)

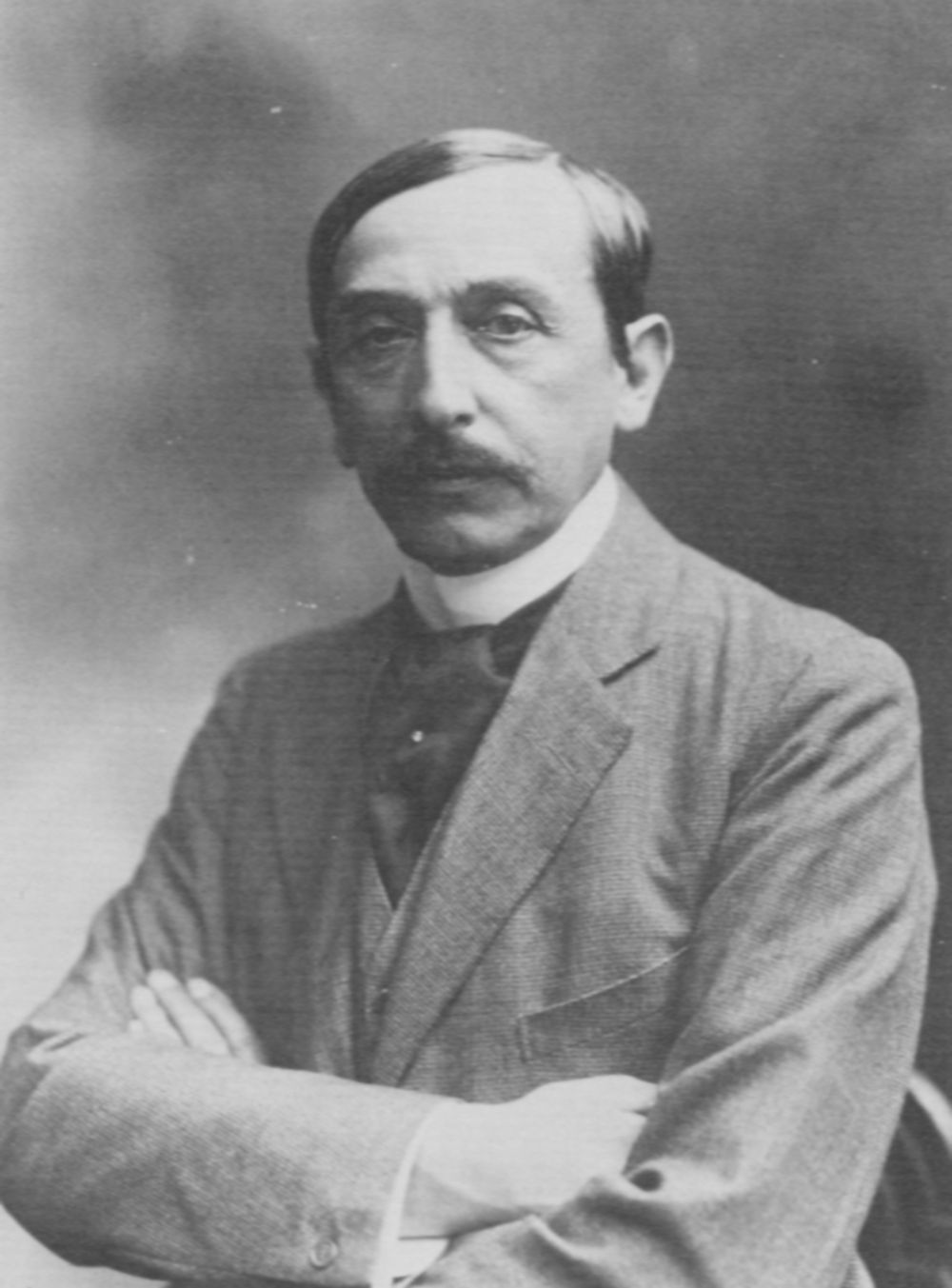
Maurice Barrès (date inconnue).

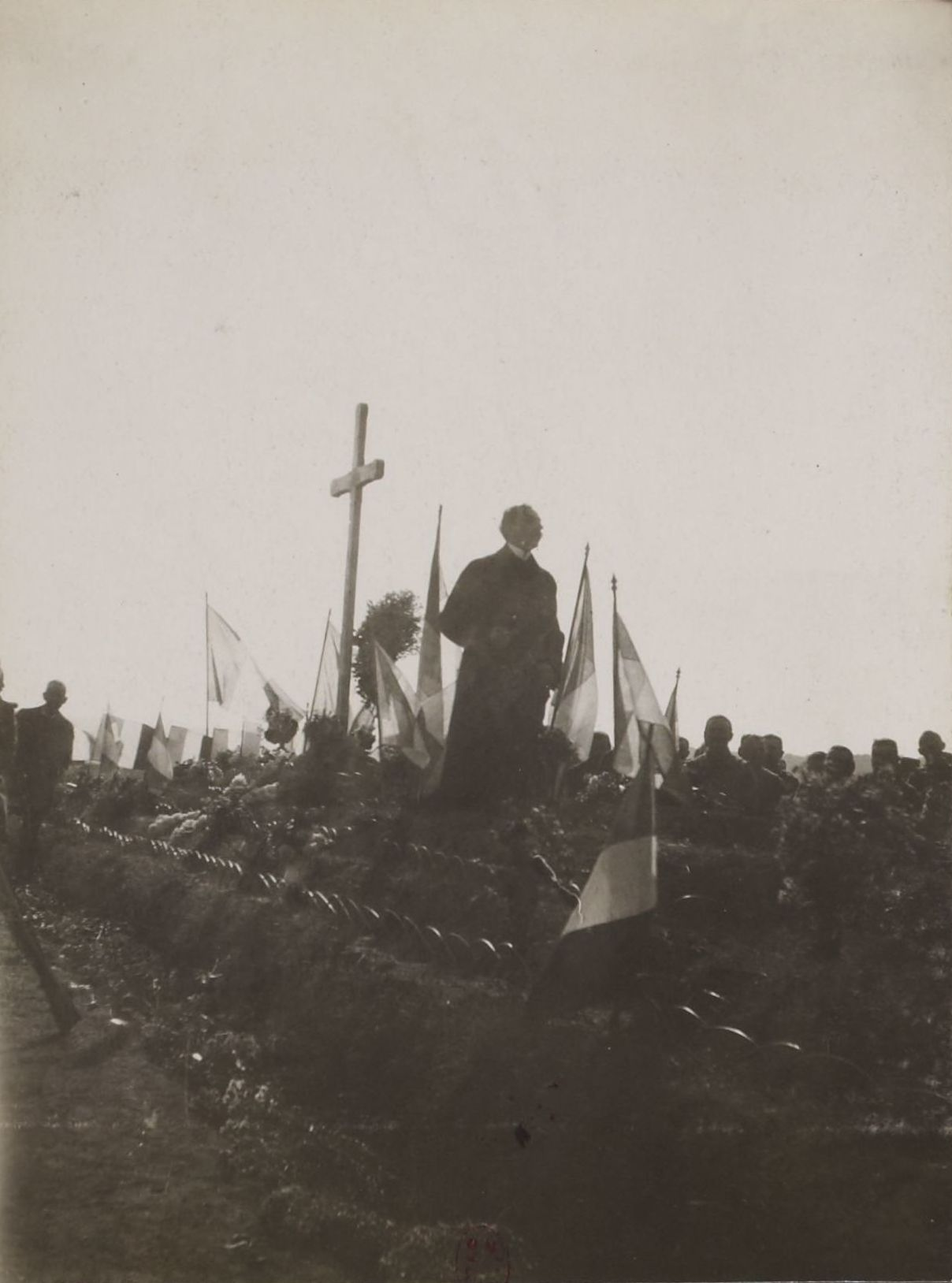
Maurice Barrès prononçant un discours à la cérémonie des morts sur le front des Vosges près de Gerbéviller en 1914.

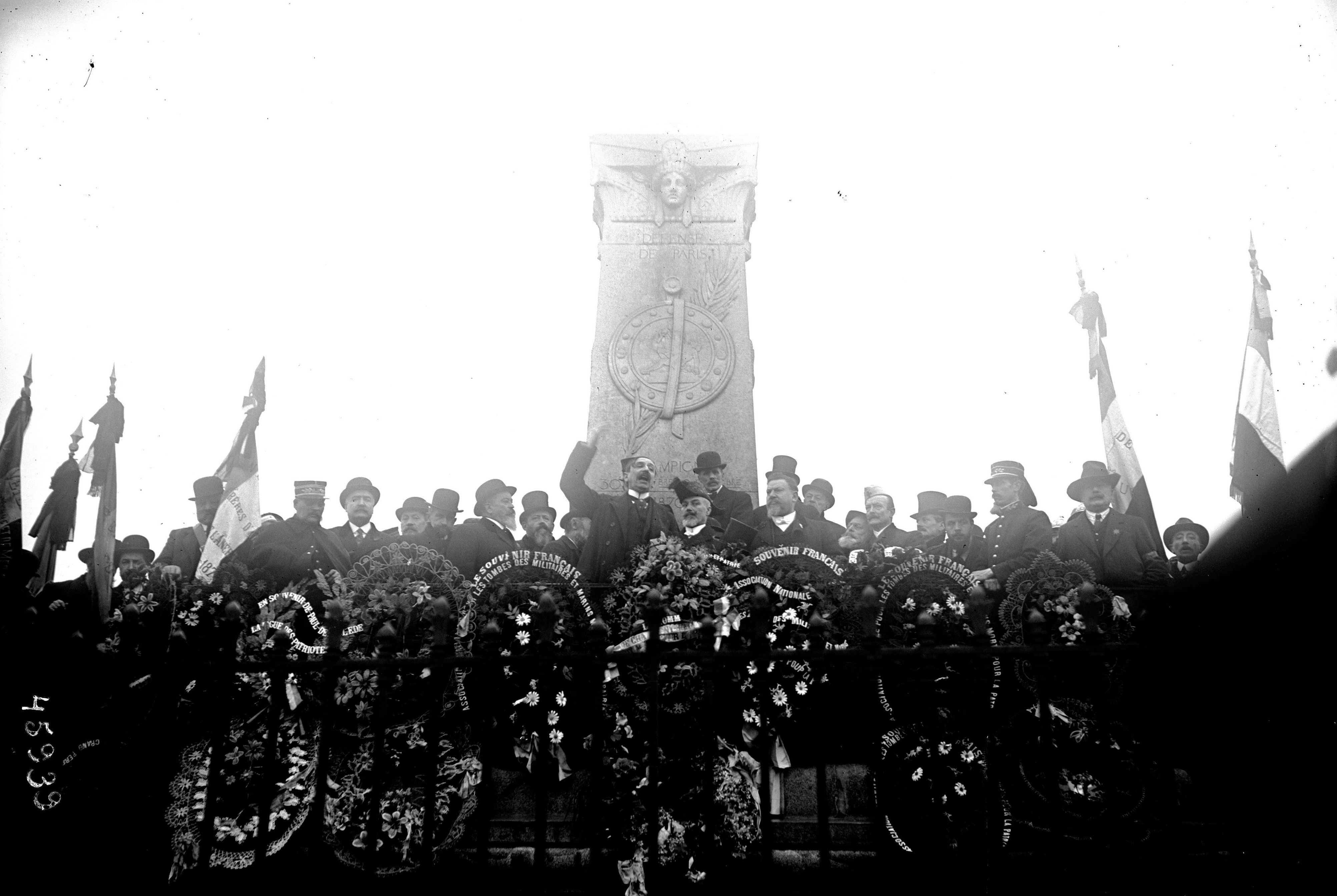
Discours de Barrès au monument commémoratif de la guerre franco-allemande de 1870 à Champigny-sur-Marne en 1915.

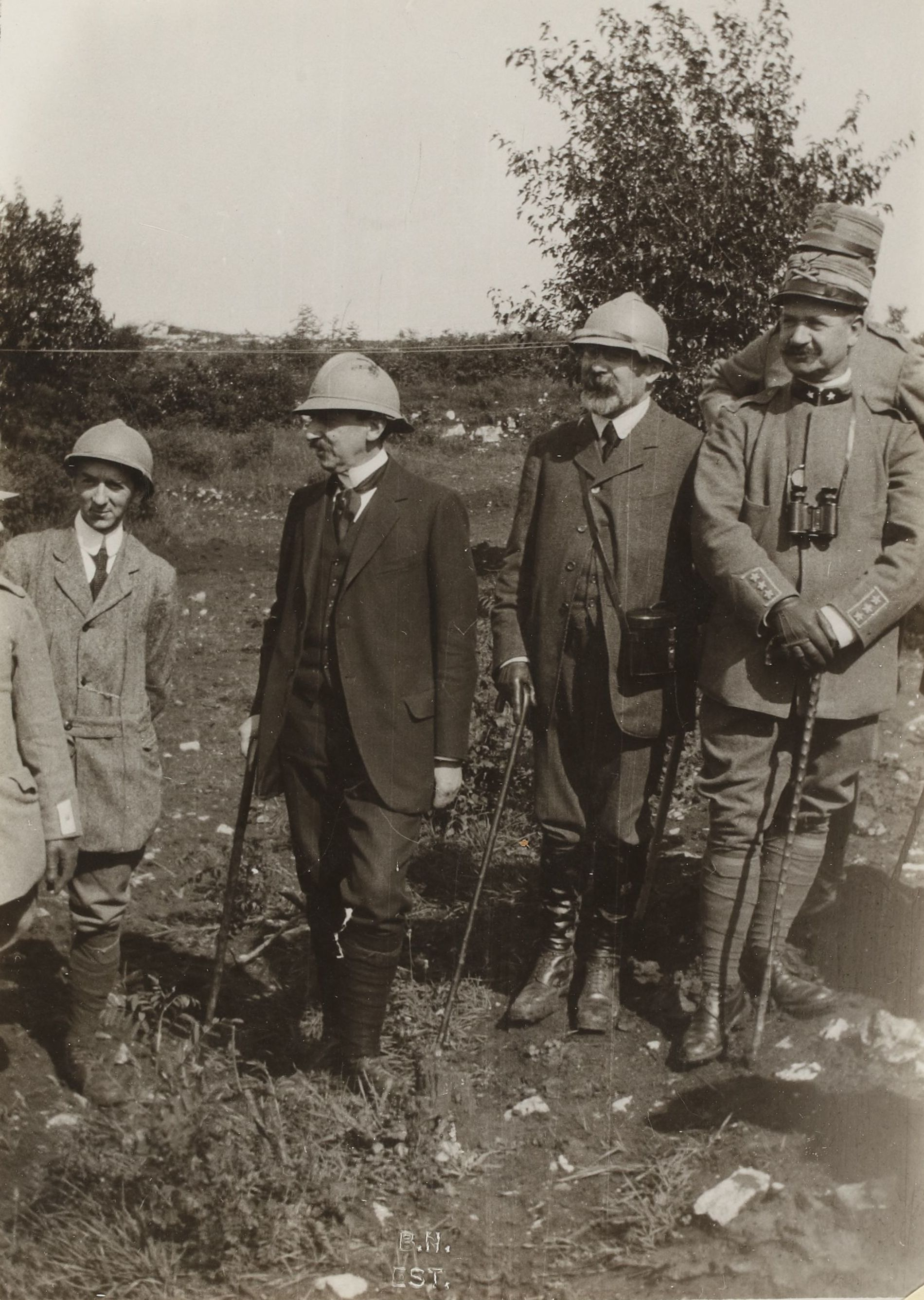
Visite de Maurice Barrès sur le front italien à Maggio en 1916.

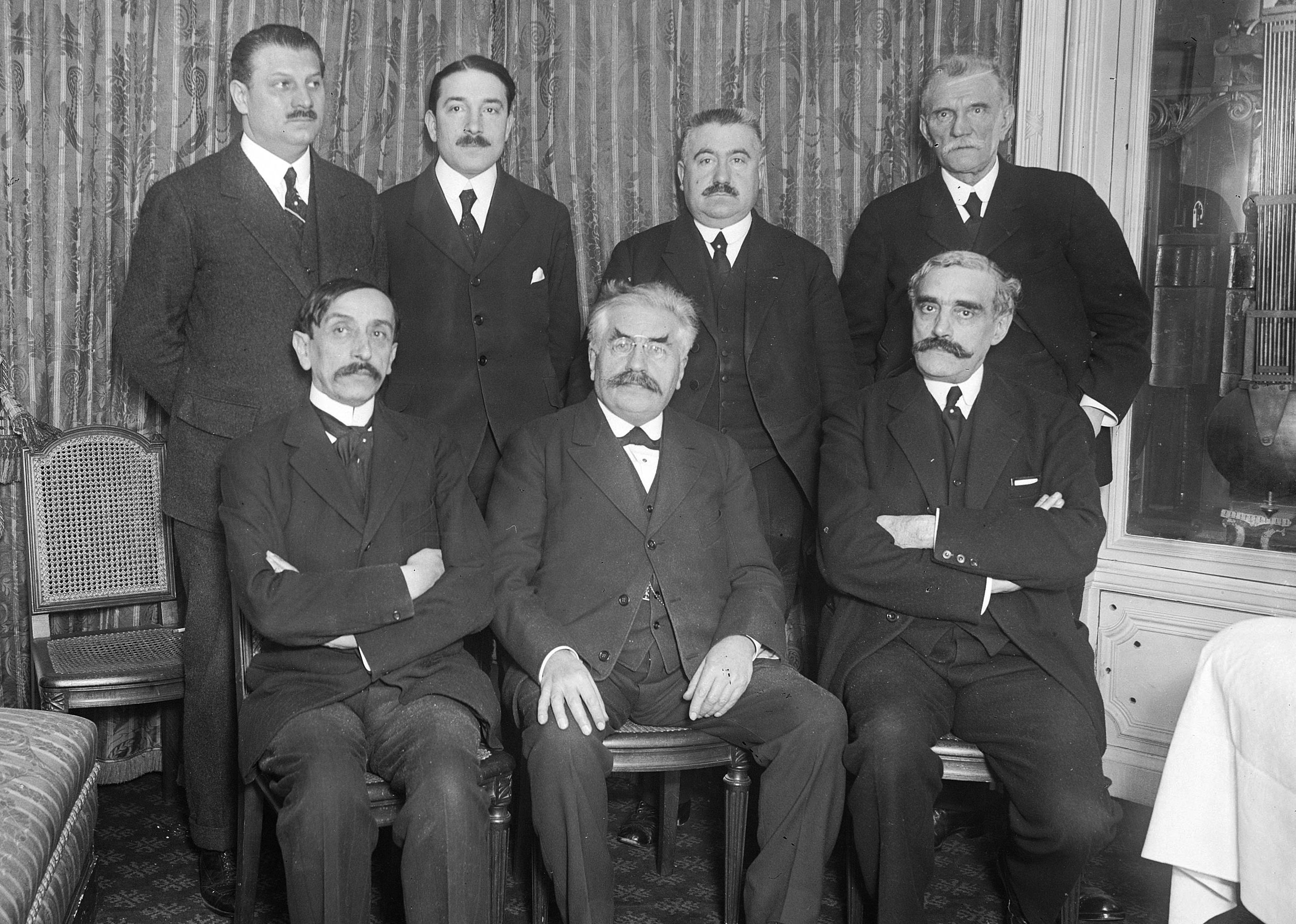
Élus du Bloc national du 2e secteur de Paris aux élections législatives de 1919 (Maurice Barrès au premier rang à gauche).

#### Élections à l'Académie et à l'Assemblée nationale
Maurice Barrès est élu le 18 janvier 1906 à l'Académie française où il succède à José-Maria de Heredia et entre également à l'Académie de Stanislas comme membre associé. Il est élu la même année comme député de Paris (premier arrondissement, circonscription des Halles) le 6 mai 1906 au premier tour de scrutin. Il siège alors au sein de l'Entente républicaine démocratique. Après avoir échoué aux élections de 1893 (Neuilly-Bourgogne), 1896 (Boulogne-Billancourt), 1898 (Nancy, troisième circonscription), 1903 (Paris, quatrième arrondissement), il ne cessera plus dès lors d'être député jusqu'à sa mort (élections générales des 24 avril 1910, 26 avril 1914, 16 novembre 1919).
Ses principaux discours de 1906 portent sur l'affaire Dreyfus et sur la loi de séparation des Églises et de l'État. Le 8 juillet 1908, il défend la peine de mort.
Le 19 mars 1908, un vif duel oratoire l'oppose à Jean Jaurès au Parlement, Barrès refusant la panthéonisation d'Émile Zola défendue par Jaurès. Adversaire politique mais ami de Jaurès et des pacifistes à la veille de la Grande Guerre, Barrès vint un des premiers s'incliner, le 1er août 1914, devant le corps de Jaurès, assassiné la veille par le nationaliste Raoul Villain.

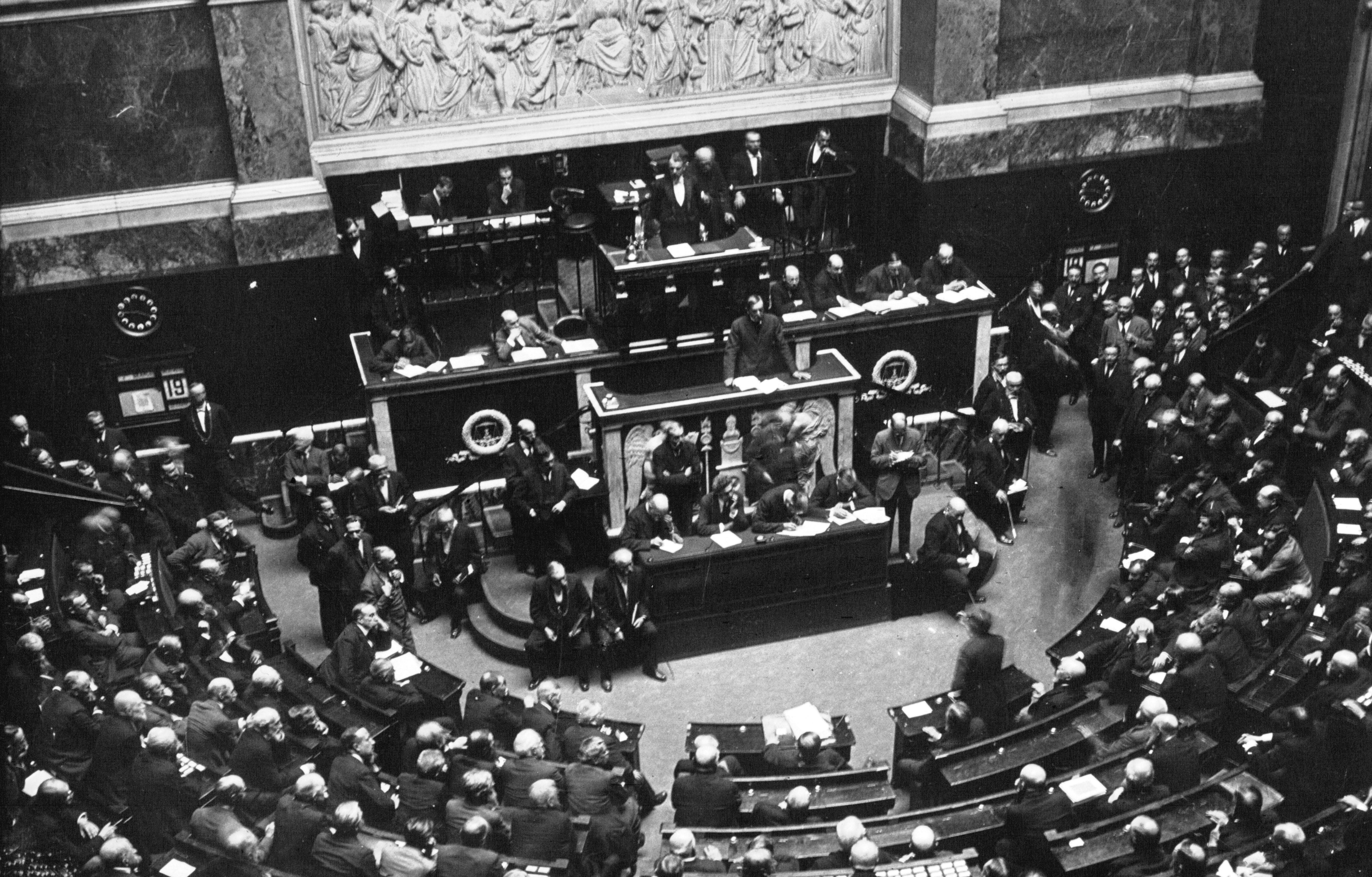
Une séance à la Chambre des députés en 1921 (Maurice Barrès et Aristide Briand).

À partir de 1910, Barrès lance une fameuse campagne pour les églises menacées par les effets de la loi de séparation de 1905. Il polémique avec Aristide Briand, écrit une lettre ouverte au ministre de l'Intérieur, lance une pétition signée de 450 artistes, et prononce à la Chambre les trois discours retentissants qui seront recueillis dans La Grande Pitié des églises de France (1914).

#### Romancier-voyageur
Parallèlement à son activité politique, Maurice Barrès publie plusieurs essais (Les amitiés françaises, 1903 ; Ce que j'ai vu au temps du Panama, 1906), des recueils d'articles ou de discours (Chronique de la Grande Guerre, 1914-1920), ainsi que ses Cahiers (1896-1929). En 1907, il rachète le château de Mirabeau à l'écrivaine Gyp.
En 1913, Barrès publie La Colline inspirée dont l'incipit, « Il est des lieux où souffle l'esprit », est resté célèbre. Dans ce récit mystique, où il se tourne vers ces « lieux élus de toute éternité pour être le siège de l'émotion religieuse », il recommande un retour au christianisme pour des raisons sociales et politiques.
Barrès voyage beaucoup, notamment en Espagne (1892, 1893, 1895 et 1902), et en Grèce d'avril à mai 1900, un périple qu'il retrace dans son récit Voyage à Sparte (1906), voyage dont il revient un peu déçu : « Je me suis aperçu que ma terre sainte était ailleurs ! L'hellénisme est la propriété de mes professeurs. Cela ne parle pas à mon cœur, cela ne frappe pas mon imagination et j'ai horreur des exercices littéraires ».
Il remonte le Nil entre décembre 1907 et janvier 1908. De ce voyage, on ne connaît que quelques notes dans ses Cahiers. En 1911, dans Greco ou Le secret de Tolède, où il décrit la ville de Tolède et la peinture du Greco, Barrès cherche à reproduire « les expériences d'un étranger qui veut se soumettre aux influences de Tolède » et donner « un chemin royal à chacun de nous pour pénétrer dans la connaissance du génie espagnol ». Barrès retourne en Orient en mai-juin 1914 : Alexandrie, Beyrouth, Damas, Alep, Antioche, etc. Son récit de voyage Une Enquête aux pays du Levant parait, un peu avant sa mort, en novembre 1923.

#### Chantre des combats
Pendant la Grande Guerre, Barrès est un acteur important de la propagande de guerre qui lui valut d’être élu par Le Canard enchaîné, chef « de la tribu des bourreurs de crâne ». L'écrivain se fait le champion du « jusqu'auboutisme » dans les articles qu'il écrit chaque jour pendant quatre ans à L'Écho de Paris. Il exalte les combats en cours et se voit décerner par Romain Rolland le surnom de « rossignol des carnages ». Il inaugure une campagne de presse pour la création d'une décoration pour récompenser les soldats de la Grande Guerre, qui deviendra la Croix de guerre 1914-1918. Pendant la bataille de Verdun, il nomme « Voie Sacrée » la ligne de ravitaillement menant à Verdun, en référence à l'antique Via Sacra qui menait au triomphe : « C’est la route sacrée. Elle deviendra légendaire, elle continuera à parler à jamais à cette longue plaine meusienne qui vit passer tant d’invasions ». Le pacifisme était certes devenu une opinion très minoritaire, et la lutte contre l'Allemagne impériale pangermaniste, « la guerre du droit », avait emporté l'adhésion même d'une majorité des socialistes et des anarchistes. Ses carnets montrent cependant qu'il n'était pas dupe de l'optimisme de commande qu'il affichait dans ses propres articles : ils révèlent des poussées de pessimisme et un fréquent désabusement, parfois à la limite du défaitisme.
Atténuant en partie l'expression de son antisémitisme, Maurice Barrès rend pendant la Grande Guerre un hommage aux Juifs français dans Les diverses familles spirituelles de la France (1917) où il les place au côté des traditionalistes, des protestants et des socialistes comme un des quatre éléments du génie national. Barrès rend notamment hommage aux Juifs tués pendant la Grande Guerre : Amédé Rothstein, Roger Cahen, Robert Hertz. Il immortalise la figure du rabbin Abraham Bloch, frappé à mort au moment où il tendait un crucifix à un soldat mourant.
Avec un certain nombre de chefs nationalistes et militaires tel Ferdinand Foch, il plaida pour une nouvelle frontière plus sûre sur la rive gauche du Rhin. Barrès réclame à plusieurs reprises l'annexion et l'incorporation du grand-duché de Luxembourg comme département à la France. Le 24 juin 1920, la Chambre des députés adopta son projet visant à instituer une fête nationale de Jeanne d'Arc.

### Dernières années (1922-1923)

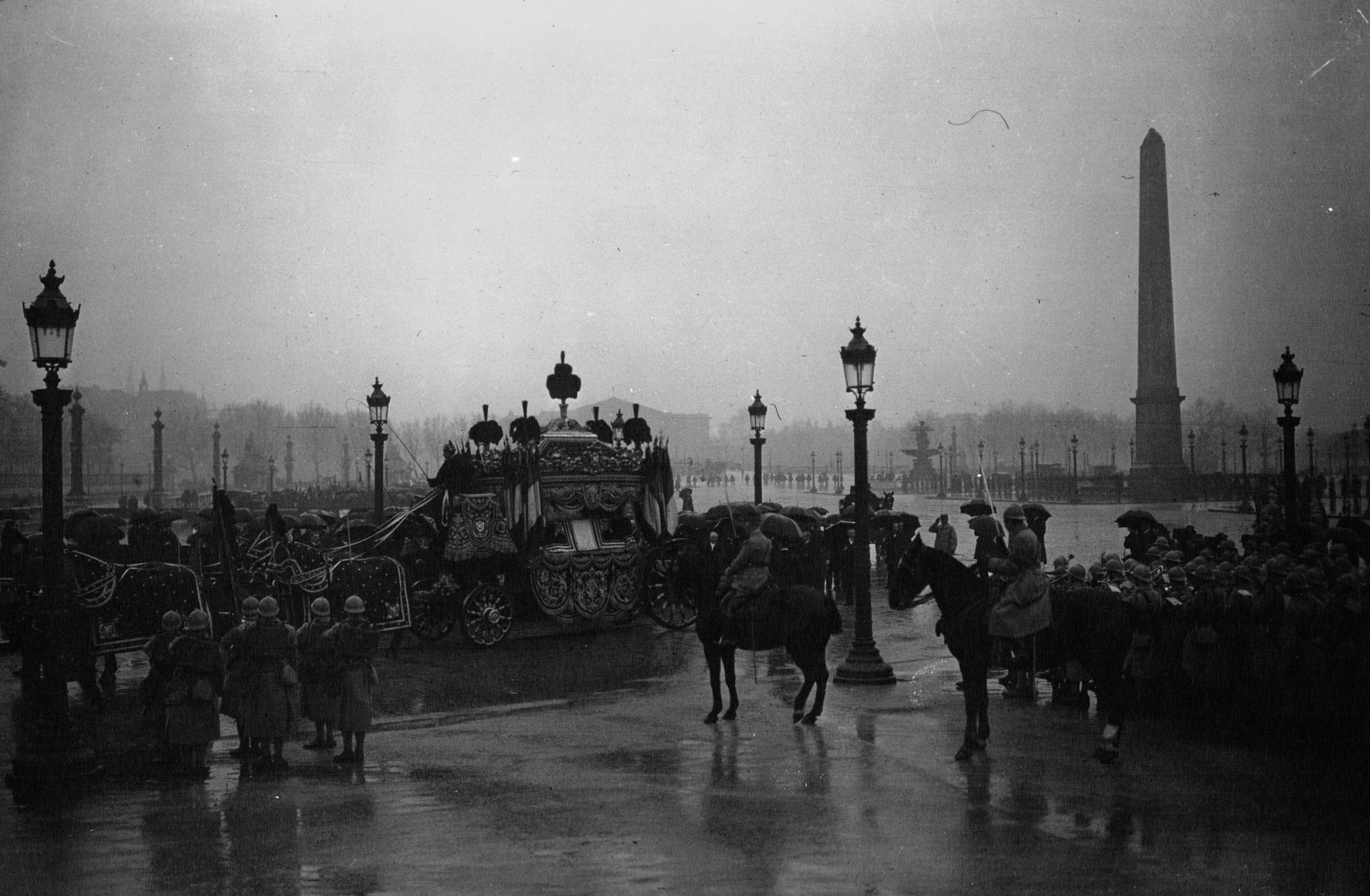
Funérailles nationales de Maurice Barrès à Paris en 1923.

On sait qu'il aima, de façon semble-t-il platonique, la poétesse Anna de Noailles, et que cet amour lui inspira peut-être Un jardin sur l'Oronte (1922), roman qui choqua nombre de ses lecteurs catholiques. En effet, le roman raconte l'histoire d'un croisé, refusant de prendre Jérusalem pour rester avec une princesse sarrasine dont il est tombé amoureux. Pierre de Boisdeffre remarque que « l'on ne comprendrait rien à l'œuvre de Barrès si l'on n'y soupçonnait pas le filigrane, les intermittences du cœur ». La « querelle de l'Oronte » démarre à partir d'un article de José Vincent, paru dans La Croix du 9 juillet 1922. Rejoint par Vallery-Radot, Bernoville et Henri Massis, José Vincent s'inquiète de l'influence de ce roman sur le public et met en accusation Barrès du point de vue de la morale religieuse. Barrès répond dans l’Écho de Paris :

« Je suis d’accord avec la critique catholique : la morale c’est la morale chrétienne. Est-ce à dire que l’artiste ne doit connaître et peindre que des situations édifiantes ? Voulez-vous écarter le monde immense des émotions, des passions de l’âme et des affections du cœur ? »

— Maurice Barrès, « Comment la critique catholique conçoit le rôle de l’artiste », l’Écho de Paris, 16 août 1922.
Quelques mois avant sa mort Maurice Barrès publie Souvenirs d'un officier de la grande armée, dans la préface duquel il a ce singulier pressentiment : « J'ai achevé ma matinée en allant au cimetière de Charmes causer avec mes parents. Les inscriptions de leurs tombes me rappellent que mon grand-père est mort à soixante-deux ans et tous les miens, en moyenne, à cet âge ; elles m'avertissent qu'il est temps que je règle mes affaires. »

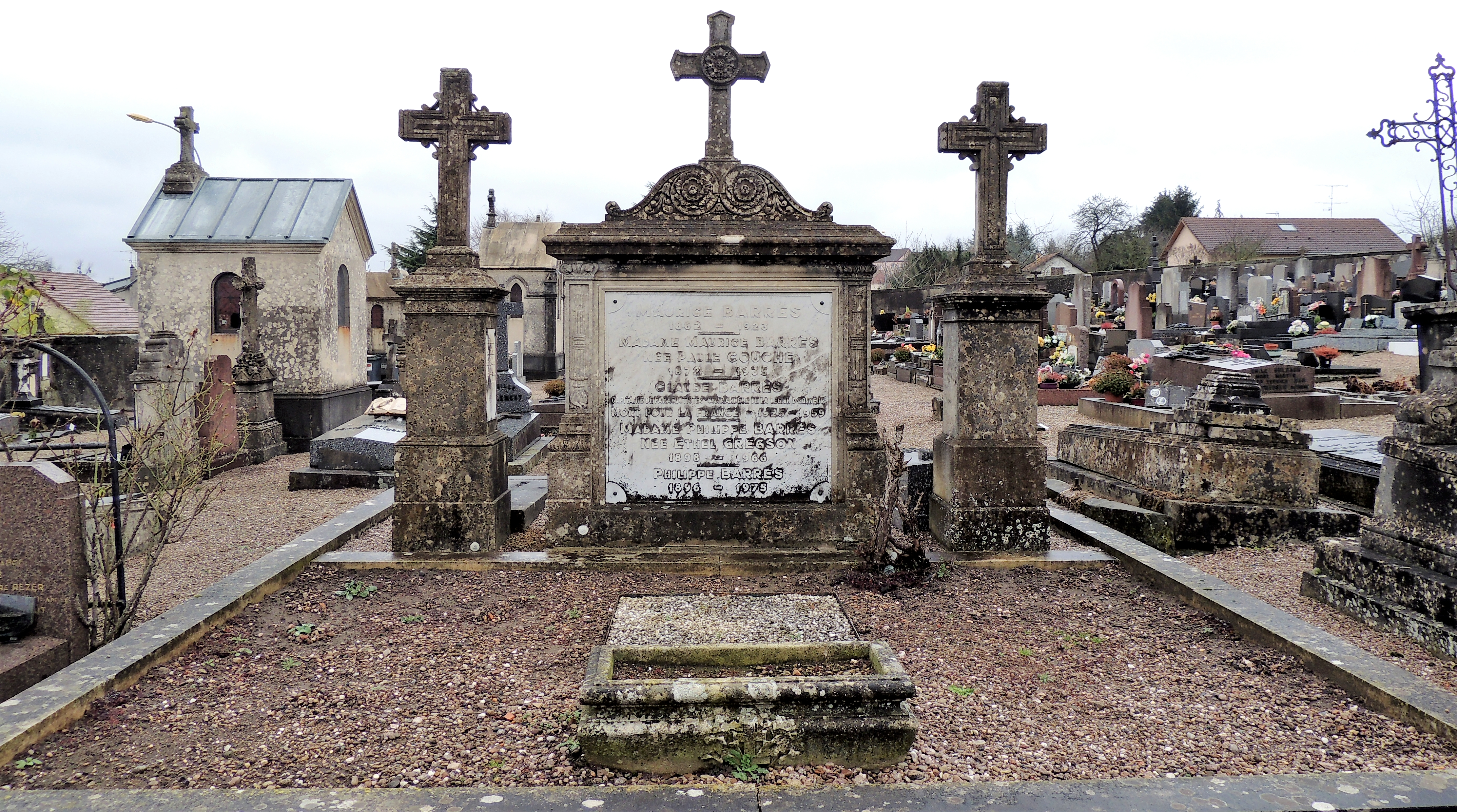
Sépulture de Barrès à Charmes (Vosges).

Maurice Barrès meurt le 4 décembre 1923, à l'âge de 61 ans, dans sa maison de Neuilly-sur-Seine, foudroyé par une congestion pulmonaire. Après des funérailles nationales célébrées à Notre-Dame de Paris en présence d'Alexandre Millerand, de Raymond Poincaré et du maréchal Foch, il est enterré au cimetière de Charmes,. Un temps, le Panthéon est envisagé pour y envoyer sa dépouille mais, dans une lettre écrite à son fils Philippe, Barrès écrivait avant sa mort : « À ma mort, Philippe, il faudra me conduire dans l'ombre du clocher de Sion et ne point t'attrister, car ma fortune sera comblée si je me confonds dans cette terre riche de la continuité lorraine ».

## Postérité

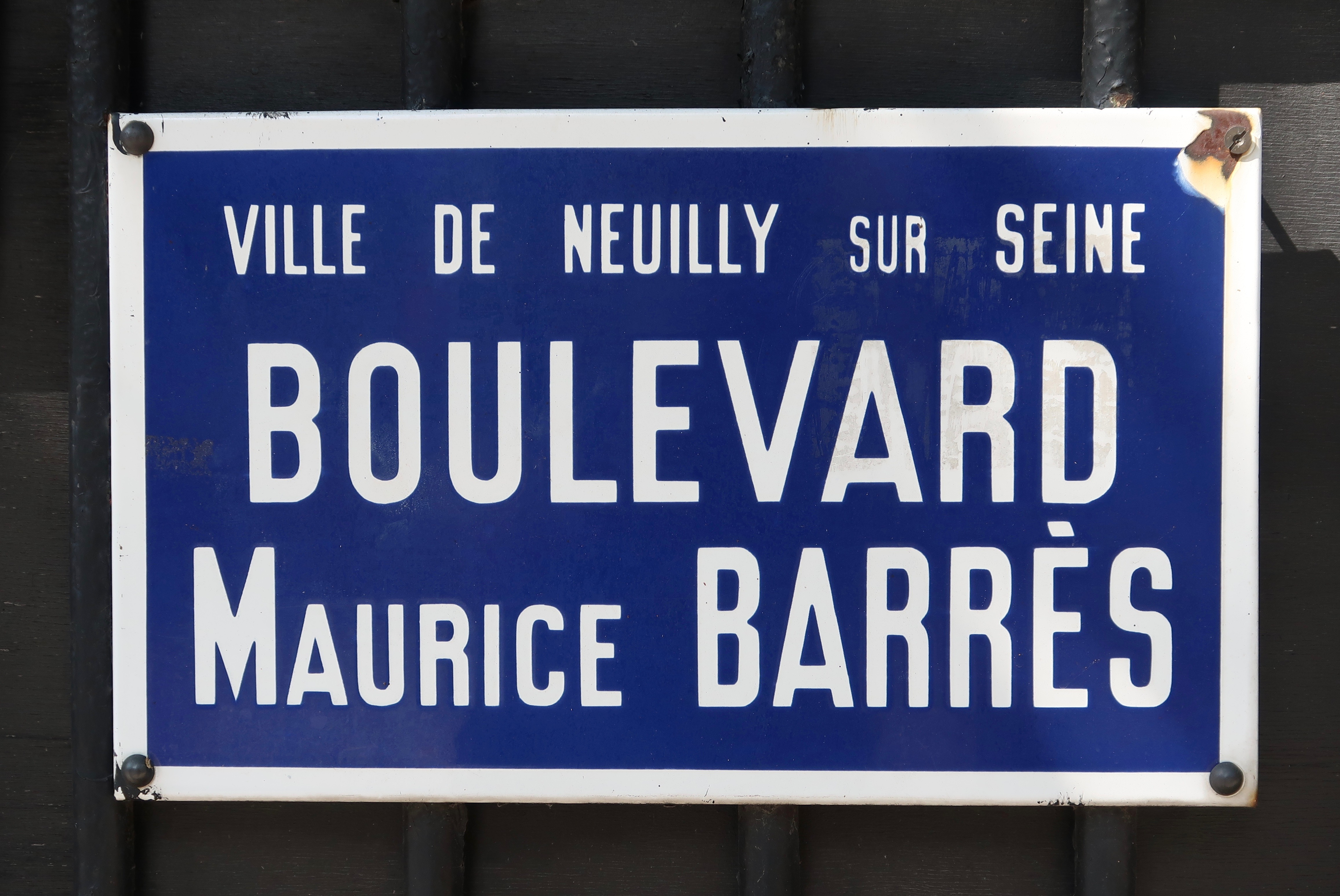
Plaque du boulevard Maurice-Barrès à Neuilly-sur-Seine.

Avec Paul Bourget, René Bazin et Henry Bordeaux, il est l'un des « 4B », auteurs dits de référence des milieux traditionalistes, auxquels on peut ajouter la plume de Marcel Prévost. La plupart des penseurs de la nouvelle école royaliste (Jacques Bainville, Henri Vaugeois, Léon Daudet, Henri Massis, Jacques Maritain, Georges Bernanos, Thierry Maulnier, etc.) reconnurent d'ailleurs leur dette vis-à-vis de Barrès, qui fut l'inspirateur de plusieurs générations d'écrivains (parmi lesquels Henry de Montherlant, André Malraux, François Mauriac, Louis Aragon). Pendant la Seconde Guerre mondiale, son fils, l'écrivain Philippe Barrès, mit sa plume au service de Charles de Gaulle et de la France libre.
L'hommage que lui rendit le jeune Léon Blum dans La revue blanche est resté célèbre :

« Je sais bien que Monsieur Zola est un grand écrivain ; j'aime son œuvre qui est puissante et belle. Mais on peut le supprimer de son temps par un effort de pensée ; et son temps sera le même. Si Monsieur Barrès n'eût pas vécu, s'il n'eût pas écrit, son temps serait autre et nous serions autres. Je ne vois pas en France d'homme vivant qui ait exercé, par la littérature, une action égale ou comparable. »

L'écrivain Paul Léautaud a quant à lui noté dans son Journal littéraire :

« Maurice Barrès a été élu hier à l’Académie. Cela me laisse extrêmement froid. Il y a longtemps que Barrès ne m’intéresse plus. Dire que j’ai lu vers 1894 Le Jardin de Bérénice avec dévotion, et que l’ayant repris tantôt, pour voir, les phrases qui me troublaient tant me sont insipides aujourd’hui. Encore un mauvais maître, pour ceux qui ont besoin de maîtres. Cela se voit à ce que font tous les jeunes gens qui l’imitent, témoin cet article signé Eugène Marsan, dans une petite revue, Les Essais, de décembre 1905, que je lisais hier. C’est énorme de ridicule et de prétention. Je l’ai souvent pensé et dit. […] De plus, il n’y a pas de maîtres pour les idées, il n’y en a pas pour la forme et Barrès a été un maître détestable pour la forme, avec ses phrases heurtées, nuageuses. Quant à ses idées ! Aucune à lui. On ne peut guère l’aimer quand on aime la netteté, le style qui court vite. »

Plus il relit Barrès, plus le jugement de Léautaud s'affine :

« Des phrases à effet, un ton de romantique, du beau style (en admettant qu’un tel style puisse être beau) pour ne rien dire. Quand on a lu cela, on n’a rien lu. Tout ce ton livresque et ronronnant ne vaut pas la moindre notation spontanée. — Quel temps j’ai perdu dans ma jeunesse à lire ce phraseur sans esprit, ce romantique artificiel, cet arlequin littéraire et quelques autres du même genre… Que diable avais-je à me complaire dans de pareilles lectures, qui m’ont retardé de vingt ans? »

André Malraux célèbrera l'écrivain tout en rejetant l'homme politique : « Il était caporal en politique alors que dans le domaine de la littérature, il était général. » François Mauriac reconnaîtra en lui « un grand écrivain français et un grand Français. » Pierre Drieu la Rochelle rencontrera Barrès en 1923, peu avant sa mort. Il lui rendra hommage dans « Paul Adam » (NRF, avril 1920) : « Barrès, Péguy, Maurras ont chanté la geste française du XIXe siècle, l'aventure spirituelle d'un peuple à travers les champs de bataille du monde entier ». En 1925, deux ans après sa mort, Henry de Montherlant publie Barrès s'éloigne, une étude sur Maurice Barrès. Marguerite Yourcenar, rejetant le « côté patriotique » et le caractère artificiel d'une partie de l’œuvre, estimait néanmoins que « le Barrès de La Colline inspirée était bouleversant, parce que, de nouveau, c'était à la fois le monde invisible et l'autre, celui de la réalité paysanne », et précisait : « je continue à croire que c'est un grand livre ».
Le philosophe Alain, son contemporain, engagé volontaire pendant la Première Guerre mondiale, s'amuse ainsi de sa lâcheté :

« Parmi les jeunes qui, au mois de septembre de lʼannée quatorze, apprenaient en même temps que moi le métier des armes, il y avait un grand garçon à particule, membre de la Ligue des patriotes, qui distribuait de petites brochures, auxquelles il ajoutait ses propres discours, emphatiques et plats. Ce bruit emplissait la chambrée. Souvent je tirais ma pipe de ma bouche pour lui demander sʼil savait quand Monsieur Barrès sʼengagerait pour la durée de la guerre. Et de rire. Les bonnes plaisanteries ne sʼusent point. Celle-là a toujours produit son double effet ; lʼhomme de lʼavant se moquait, lʼhomme de lʼarrière sʼirritait. Jʼavais donc sous la main comme un réactif chimique qui me faisait connaître aussitôt, dans le doute, si un homme vêtu en militaire avait combattu ou non. Ce ridicule démesuré, je dirais presque inespéré, a vengé un peu la plèbe combattante. Mais, quoique lʼexpérience mʼait fait voir beaucoup de choses propres à user lʼétonnement, je mʼétonne encore quʼun homme en vue ait pu braver à ce point le mépris. »

Les voies suivantes ont pris le nom de Maurice Barrès :
- rue Maurice-Barrès à Amnéville, Anould, Avignon, Berck, Brest, Charmes, Compiègne, Custines, Dombasle-sur-Meurthe, Épinal, Forbach, Frouard, Gandrange, Grenoble, Jarny, La Rochelle, Le Puy-en-Velay, Longwy, Luxembourg, Malzéville, Meaux, Metz, Mexy, Nancy (rue Maurice-Barrès). Nantes, Neufchâteau, Perpignan, Pont-à-Mousson, Saint-Avold, Saint-Cyprien, Sainte-Geneviève-des-Bois, Saint-Maur-des-Fossés, Saulxures-sur-Moselotte, Terville, Toulon, Vézelise ;
- impasse Maurice-Barrès à Plaisir ;
- allée Maurice-Barrès à Limoges, Longwy, Rhodes, Tourcoing, Xeuilley ;
- boulevard Maurice-Barrès à Neuilly-sur-Seine[54] ;
- place Maurice-Barrès à Paris ;
- avenue Maurice-Barrès à Freyming-Merlebach, Marseille, Mirecourt, Morangis, Nilvange, Vittel ;
- collège Maurice-Barrès à Verdun.

Les voies à l'étranger :
- Rue Maurice-Barrès à Beyrouth, Liban[55].

Le 15 juin 1924, à l'initiative de Gregorio Marañón, une rue Maurice-Barrès (calle de Mauricio Barrès) est inaugurée à Tolède, près de la cathédrale Sainte-Marie, en mémoire des séjours de l'auteur dans la ville espagnole. René Bazin y tient un discours au nom de l'Académie française et Azorín au nom des écrivains espagnols.
Le 31 août 1924, une plaque commémorative est inaugurée dans la cour de l'hôtel À la ville de Lyon, à Metz, où Barrès a séjourné pour écrire son roman Colette Baudoche.
Le 23 août 1925, une plaque commémorative est inaugurée sur la façade de sa maison natale à Charmes, en présence du général de Castelnau.
Le 7 juillet 1927, une plaque commémorative est inaugurée sur la façade du 38 rue de la Ravinelle à Nancy où Barrès habita une modeste chambre lorsqu'il était étudiant, de novembre 1880 à juillet 1882.
Le 23 septembre 1928 est inauguré le monument Barrès sur la colline de Sion, en présence de Henry Bordeaux, du président du Conseil Raymond Poincaré, et du maréchal Lyautey. Sur les différentes faces sont gravées trois citations de Barrès :
- « L'horizon qui cerne cette plaine, c'est l'horizon qui cerne toute vie. Il donne une place d'honneur à notre soif d'infini en même temps qu'il nous rappelle nos limites. » (La Colline Inspirée)
- « Honneur à ceux qui demeurent dans la tombe les gardiens et les régulateurs de la cité. » (Le mystère en pleine lumière)
- « Au pays de la Moselle, je me connais comme un geste du terroir, comme un instant de son éternité, comme l'un des décrets que notre race, à chaque saison laisse émerger en fleur et si j'éprouve assez d'amour, c'est moi qui deviendrai son cœur. » (Les amitiés françaises)

En 1978, le fonds Maurice Barrès est donné par Madame Paul Bazin à la Bibliothèque nationale de France. Il comprend la bibliothèque de Maurice Barrès (1862-1923) et de son fils Philippe (1896-1975) ainsi que des manuscrits. Il est le sujet régulier de colloques : Maurice Barrès - Actes du Colloque de Nancy en 1962, Barrès. Une tradition dans la modernite en 1991, Maurice Barrès, la Lorraine, la France et l’étranger en 2011.
Pendant sa campagne présidentielle de 2007, le candidat de l'UMP Nicolas Sarkozy invoque à plusieurs reprises l'identité nationale et il rend hommage à Barrès à l'occasion d'un discours prononcé à Metz : « Et sur la colline inspirée de Sion, Barrès priait d’un même élan du cœur la Vierge, la Lorraine et la France et écrivait pour la jeunesse française le roman de l’énergie nationale ».
Maurice Barrès est inscrit sur la liste des Commémorations nationales de 2023 établie par France Mémoire.

## Œuvres principales
Voir aussi d'autres œuvres sur archive.org.

### Romans
- Le Culte du Moi (trilogie romanesque)
  - Sous l'œil des barbares, Paris, Lemerre, 1888 [lire en ligne]
  - Un homme libre, Paris, Perrin, 1889 [lire en ligne]
  - Le Jardin de Bérénice, Paris, Plon-Nourrit, 1891, 213 p. [lire en ligne]
- L'Ennemi des lois, Paris, Perrin, 1893 [lire en ligne]
- Le Roman de l'énergie nationale (trilogie romanesque)
  - Les Déracinés, Paris, Fasquelle, 1897 [lire en ligne]
  - L'Appel au soldat, Paris, Fasquelle, 1900 [lire en ligne]
  - Leurs figures, Paris, Juven, 1902 [lire en ligne]
- Les Bastions de l'Est (trilogie romanesque)
  - Au service de l'Allemagne, Paris, A. Fayard, 1905 [lire en ligne]
  - Colette Baudoche - Histoire d'une jeune fille de Metz, Paris, Juven, 1909 [lire en ligne]
  - Le Génie du Rhin, Paris, Plon, 1921 [lire en ligne]
- La Colline inspirée, Paris, Émile Paul, 1913 [lire en ligne]
- Huit Jours chez M. Renan, Paris, Émile Paul, 1913 [lire en ligne]
- Un jardin sur l'Oronte, Paris : Plon, 1922 [lire en ligne]
- Le Jardin de Bérénice, Pour Les Cent Bibliophiles, 1922, 170 p., 28x20 cm. Pointes-sèches en couleurs, Malo-Renault (1870-1938)

### Théâtre
- Une journée parlementaire (comédie de mœurs en 3 actes), Paris, Charpentier et Fasquelle, 1894 [lire en ligne]

### Impressions de voyage
- Maurice Barrès, Du sang, de la volupté et de la mort, Paris, éd. Plon, 1894, 253 p. (lire en ligne).
- Maurice Barrès, Amori et Dolori sacrum. La mort de Venise, Paris, éd. Émile-Paul frères, 1903, 289 p. (lire en ligne).
- Maurice Barrès, Le Voyage de Sparte, Paris, éd. Émile-Paul, 1906, 301 p. (lire en ligne).
- Maurice Barrès, Greco ou le Secret de Tolède, Paris, Plon-Nourrit, 1911, 185 p. (lire en ligne).
- Maurice Barrès, Une enquête aux pays du Levant, t. 1, Paris, Plon-Nourrit, 1923, 312 p. (lire en ligne).
- Maurice Barrès, Une enquête aux pays du Levant, t. 2, Paris, Plon-Nourrit, 1923, 242 p. (lire en ligne).

### Écrits politiques
- Maurice Barrès, Scènes et Doctrines du nationalisme, Paris, Félix Juven, 1902 (lire en ligne).
- Maurice Barrès, Les Amitiés françaises, Paris, Félix Juven, 1903, 270 p. (lire en ligne).
- Maurice Barrès, Ce que j'ai vu à Rennes, Paris, E. Sansot et Cie, 1904, 142 p. (lire en ligne).
- Maurice Barrès, Ce que j'ai vu au temps du Panama, Paris, E. Sansot et Cie, 1906, 161 p. (lire en ligne).
- Maurice Barrès, Le Jubilé de Jeanne d'Arc, Paris, 1912, 22 p. (lire en ligne).
- Maurice Barrès, La Grande Pitié des églises de France, Paris, éd. Émile-Paul, 1914, 302 p. (lire en ligne).
- Maurice Barrès, Une visite à l'armée anglaise, Paris, Berger-Levrault, 1915, 112 p. (lire en ligne).
- Maurice Barrès, Les Diverses Familles spirituelles de la France, Paris, Émile-Paul frères, 1917, 316 p. (lire en ligne).
- L'Âme française et la Guerre (11 volumes), 1915-1920
  - L'Âme française et la Guerre, t. 1 : L'Union Sacrée, Paris, Émile-Paul, 1915, 393 p. (lire en ligne).
  - L'Âme française et la Guerre, t. 2 : Les saints de la France, Paris, éds. Émile-Paul frères, 1915, 381 p. (lire en ligne).
  - L'Âme française et la Guerre, t. 3 : La croix de guerre, Paris, éds. Émile-Paul frères, 1916, 455 p. (lire en ligne).
  - L'Âme française et la Guerre, t. 4 : L'amitié des tranchées, Paris, Émile-Paul, 1916, 317 p. (lire en ligne).
  - L'Âme française et la Guerre, t. 5 : Les voyages de Lorraine et d'Artois, Paris, éds. Émile-Paul frères, 1916, 416 p. (lire en ligne).
  - L'Âme française et la Guerre, t. 6 : Pour les mutilés, Paris, éds. Émile-Paul frères, 1917, 333 p. (lire en ligne).
  - L'Âme française et la Guerre, t. 7 : Sur le chemin de l'Asie, Paris, éds. Émile-Paul frères, 1918, 404 p. (lire en ligne).
  - L'Âme française et la Guerre, t. 8 : Le suffrage des morts, Paris, éds. Émile-Paul frères, 1919, 315 p. (lire en ligne).
  - L'Âme française et la Guerre, t. 9 : Pendant la bataille de Verdun, Paris, Émile-Paul, 1919, 406 p. (lire en ligne).
  - L'Âme française et la Guerre, t. 10 : Voyage en Angleterre, Paris, éds. Émile-Paul frères, 1919, 383 p. (lire en ligne).
  - L'Âme française et la Guerre, t. 12 : Les tentacules de la pieuvre, Paris, éds. Émile-Paul frères, 1920, 277 p. (lire en ligne).
- Souvenirs d'un officier de la Grande armée, par Jean-Baptiste-Auguste Barrès ; publiés par Maurice Barrès, son petit-fils. – Paris : Plon-Nourrit, 1923 [lire en ligne]
- Chronique de la Grande Guerre (14 volumes), 1920-1924
  - Chronique de la Grande Guerre, t. 1 : 1er février - 4 octobre 1914, Paris, Plon-Nourrit.
  - Chronique de la Grande Guerre, t. 2 : 14 octobre - 31 décembre 1914, Paris, Plon-Nourrit (lire en ligne).
  - Chronique de la Grande Guerre, t. 3 : 1er janvier - 11 mars 1915, Paris, Plon-Nourrit.
  - Chronique de la Grande Guerre, t. 4 : 12 mars - 31 mai 1915, Paris, Plon-Nourrit.
  - Chronique de la Grande Guerre, t. 5 : 1er juin - 24 août 1915, Paris, Plon-Nourrit.
  - Chronique de la Grande Guerre, t. 6 : 25 août - 11 décembre 1915, Paris, Plon-Nourrit.
  - Chronique de la Grande Guerre, t. 7 : 12 décembre 1915 - 9 avril 1916, Paris, Plon-Nourrit.
  - Chronique de la Grande Guerre, t. 8 : 11 avril - 24 août 1916, Paris, Plon-Nourrit.
  - Chronique de la Grande Guerre, t. 9 : 3 septembre 1916 - 28 juin 1917, Paris, Plon-Nourrit.
  - Chronique de la Grande Guerre, t. 10 : 1er juillet - 1er décembre 1917, Paris, Plon-Nourrit, 363 p. (lire en ligne).
  - Chronique de la Grande Guerre, t. 11 : 2 décembre 1917 -23 avril 1918, Paris, Plon-Nourrit, 410 p. (lire en ligne).
  - Chronique de la Grande Guerre, t. 12 : 24 avril - 7 août 1918, Paris, Plon-Nourrit, 425 p. (lire en ligne).
  - Chronique de la Grande Guerre, t. 13 : 8 août 1918 - 29 mai 1919, Paris, Plon-Nourrit.
  - Chronique de la Grande Guerre, t. 14 : 1er juin 1919 - 4 juillet 1920, Paris, Plon-Nourrit.
- [posth.] Pour la haute intelligence française, Plon-Nourrit, 1925 (préface de Charles Moureu).
- [posth.] Le Mystère en pleine lumière, Paris, Plon, 1926.

### Discours
- La Terre et les morts : sur quelles réalités fonder la conscience française. - Paris : Bureaux de La Patrie française, 1899 [lire en ligne]
- Les Traits éternels de la France. - Paris : Emile-Paul frères, 1917 [lire en ligne]

### Correspondance
La République ou le Roi, Correspondance Barrès-Maurras, édition établie par Guy Dupré. – Paris : Plon, 1965

### Autre
Mes cahiers (11 volumes). – Paris : Plon.
- Mes cahiers, tome I : 1896-1898
- Mes cahiers, tome II : 1898-1902
- Mes cahiers, tome III : 1902-1904
- Mes cahiers, tome IV : 1904-1906
- Mes cahiers, tome V : 1906-1907
- Mes cahiers, tome VI : 1907-1908
- Mes cahiers, tome VII : 1908-1909
- Mes cahiers, tome VIII : 1909-1911
- Mes cahiers, tome IX : 1911-1912
- Mes cahiers, tome X : 1913-1914
- Mes cahiers, tome XI : 1914-1918

L’Académie française lui décerne le prix Alfred-Née en 1904

## Procès fictif de Maurice Barrès
Au printemps 1921, les dadaïstes organisent le procès, présidé par André Breton, de Maurice Barrès, accusé de « crime contre la sûreté de l'esprit » ; Georges Ribemont-Dessaignes est l'accusateur public, la défense est assurée par Aragon et Soupault, et, parmi les témoins se trouvent Tzara, Péret, Drieu la Rochelle, Jacques Rigaut. André Breton expose ainsi l'acte d'accusation : « Le problème est de savoir dans quelle mesure peut être tenu pour coupable un homme que la volonté de puissance porte à se faire le champion des idées conformistes les plus contraires à celles de sa jeunesse. Comment l'auteur d'Un Homme Libre a-t-il pu devenir le propagandiste de l'Écho de Paris ? » (André Breton, Entretiens, éditions Le Point du Jour, Paris, 1952, p. 66).
Cette manifestation, à l'issue de laquelle Barrès est condamné à vingt ans de travaux forcés, est à l'origine de la dislocation du mouvement dadaïste (1922), les fondateurs du mouvement (Tristan Tzara en tête) refusant toute forme de justice, même organisée par Dada.

## Éditions de référence
- Romans et voyages, 2 tomes, préf. Éric Roussel, Paris, Éditions Robert Laffont, coll. « Bouquins », 1994 ; rééd. 2014  (ISBN 978-2221140932)